# تاريخ اليمن
 تاريخ اليمن  هو التاريخ الذي يتناول جنوب شبه الجزيرة العربية أو ما يعرف بـ إقليم اليمن من الألفية الثانية ق.م مرورا بالعصور الوسطى حتى وقتنا الحالي. قامت على أرض اليمن حضارات قديمة أشهرها سبأ وحمير ومملكة حضرموت وقتبان ومعين سقط آخرها في العام 525 م وعرفت اليمن أيام تلك الممالك باسم العربية السعيدة في كتابات اليونان الكلاسيكية. وشهد تاريخ اليمن القديم عدة أديان ومعتقدات بدأت الوثنية المقدسة للإله المقه (ال مقه) وعثتر وسين ورحمن إلها أوحد للسماء والأرض وعرفت ديانتهم باسم «التوحيد الحميري» قبل أن يعتنق عدد من الملوك المسيحية واليهودية. 
بعد الحرب العالمية الأولى تخلص اليمن بشكل نهائي من التأثير التركي وقامت المملكة المتوكلية في صنعاء وسقطت بعد ثورة 26 سبتمبر
بينما كانت المناطق الجنوبية لليمن تحت تأثير الإمبراطورية البريطانية وفي عدن تحديدا إلى أن نال الشطر الجنوبي استقلاله عقب ثورة 14 أكتوبر وقامت جمهوريتان في اليمن الجمهورية العربية اليمنية على أنقاض المملكة المتوكلية في الأجزاء الشمالية وجمهورية اليمن الديمقراطية الشعبية في الأجزاء الجنوبية. شهد العصر الحديث اليمن عدة اضطرابات فقد تنحى عبد الرحمن الأرياني عن الحكم بسبب ضغوط قبلية وتم اغتيال إبراهيم الحمدي في ظروف غامضة تلاه اغتيال أحمد الغشمي وحرب 1986 ومقتل عبد الفتاح إسماعيل ثم حرب صيف 1994 بين الحكومة اليمنية والحزب الاشتراكي وكلها عوامل ساهمت في إضعاف اليمن. في العام 2011 شهدت موجة احتجاجات على البطالة وعدد من التعديلات الدستورية التي كان ينويها علي عبد الله صالح انتهت بتنحيه بشروط مثيرة للجدل وتولي نائبه عبد ربه منصور هادي رئاسة الفترة الانتقالية التي ستنتهي في العام 2014 كما هو متوقع.

## ما قبل التاريخ

### العصر الحجري القديم
تعد اللقى الأثرية التي عثرت عليها البعثة اليمنية السوفيتية المشتركة في وادي جردان من أقدم الآثار في اليمن، حيث عثرت على موقعين يحتويان على أدوات ترجع إلى عصر (الاولدوي) وهو أقدم مرحلة من مراحل العصر الحجري، ويعود تاريخها إلى حوالي مليون سنة. كما عثرت على أول آثار لكهوف من العصر الحجري القديم، يتم العثور عليها في الجزيرة العربية. ويمثل موقع (جبل تلع) في محافظة لحج والمواقع المكتشفة في وادي الجيزي غرب الغيضة في محافظة المهرة نموذجاً للآثار التي تعود إلى العصر الآشولي الذي ينتمي إلى العصر الحجري القديم الأدنى.
ثم جاءت البعثة الفرنسية لتؤكد من خلال أعمال البحث التي قامت بها، بأن التلال المحيطة بمدينة شبوة عاصمة مملكة حضرموت تحتوي على آثار تدل على أن المنطقة سُكنت في العصر الحجري القديم، كما أكدت أعمال البحث التي قامت بها البعثة الإيطالية وجود العديد من المخلفات الحضارية التي تعود إلى العصر الحجري القديم الأدنى والأوسط، والعصر الحجري الحديث، وذلك في منطقة وادي (يلا) قرب مأرب. وفي محافظة المهرة توجد العديد من المواقع التي وجدت بالقرب من قشن وبالقرب من ساحل الخليج العربي.

### العصر الحجري الحديث
تنتشر المواقع الأثرية التي تعود إلى العصر الحجري الحديث في العديد من مناطق الأودية، فعلى سبيل المثال عُثر على بعض اللقى الأثرية من العصر الحجري الحديث (حوالي 4800 ± 400 ق.م) في وادي (العطف) جنوب مدينة شبوة. وفي مدينة حريضة عثرت البعثة البريطانية على أدوات حجرية من العصر الحجري الحديث وذلك في وادي عمد حول حريضة. وهناك أيضاً الرسوم الصخرية التي اكتشفت في عدة مناطق من محافظة صعدة وبالقرب من مدينة رداع في محافظة البيضاء، والتي تصور مجموعات بشرية وحيوانية وبعض الرموز الغامضة، بالإضافة إلى الكهف الأثري المكتشف حديثاً في محافظة الضالع. وفي محافظة المهرة وجدت معظم مواقع هذا العصر في منطقة ثمود وفي منطقة سناو، وفي حبروت.

### العصر النحاسي
أثبتت أعمال البعثة الإيطالية وجود عصر نحاسي من خلال الآثار التي تم العثور عليها في منطقة العرقوب وضلاع الأعماس، وبني بخيت في محافظتي صنعاء وذمار. كذلك ما عثر عليه في منطقة بهائس، ومواقع العصر النحاسي التي عادة ماتكون متداخلة مع مواقع العصر البرونزي.

### العصر البرونزي
ساهمت البعثة الأمريكية التابعة لجامعة شيكاغو، في الكشف عن العديد من المواقع الأثرية من خلال عمليات المسح والتنقيب التي قامت بها في مناطق مختلفة من محافظتي إب وذمار، ومن أهم نتائجها العثور على موقع (حمة القاع) على بعد (10كم) شرق مدينة معبر، والذي يمثل مدينة كاملة من العصر البرونزي لم تتعرض للتدمير البشري. كما أن الفحص الذي قامت به هذه البعثة بواسطة الراديو كربون لعينة من بقايا التربة أخذت من على عمق (6أمتار) في سد أضرعة أظهر أن عمرها يبلغ حوالي 4970 - 4980 ق.م. ويعد الموقع الذي يوجد بالقرب من مدينة الغيضة من أهم مواقع العصر البرونزي في محافظة المهرة وهو عبارة عن رسوم ومخربشات صخرية. إلى جانب ذلك فقد اُكْتُشِفت عدة مواقع تعود إلى العصر البرونزي في العديد من المناطق الأخرى، منها (بدبدة) في خولان الطيال ومناطق في الحدأ، وكذلك منطقة حضور همدان. وتشير تلك المواقع إلى انتشار ثقافة العصر البرونزي في مختلف مناطق جنوب الجزيرة العربية. وتنتشر في محافظة مأرب وخاصة في صرواح وجبل الرويك والثنية أعداد كبيرة من المقابر البرجية تعود إلى العصر البرونزي. وفي محافظة لحج يوجد موقع صبر، الذي يمثل مرحلة الانتقال من عصر البرونز إلى عصر الحديد، والذي يبدأ حوالي 1000 ق.م، وهو بداية العصر الكتابي.

## التاريخ القديم

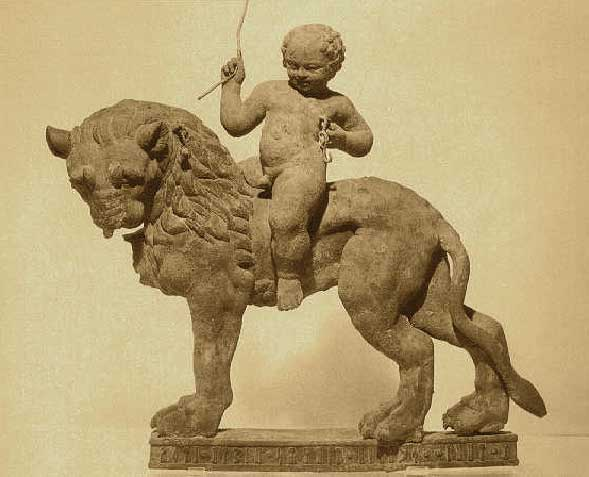
طفل يمتطي أسداً من مملكة قتبان

على أواخر الألفية الثانية قبل الميلاد، شهدت اليمن قيام ممالك مدينة وهناك اختلاف بين الباحثين حول أصول بناة هذه الممالك، يقترح بعضهم استنادا على التشابه اللغوي أن السبئيين نزحوا من كنعان ويستدلون كذلك بنصوص من التوراة مثل هجوم السبئيين على أيوب وقتلهم أطفاله ففي هذا دلالة أن السبئيين كانوا أعراباً قبل استقرارهم في مأرب من وجهة نظرهم ولكن هذه استنتاجات قديمة من الباحثين الألمان في القرن التاسع عشر وهي مرفوضة حالياً
اليمن أحد أقدم المناطق المأهولة في العالم وهناك دلائل على حضارات بدائية تسبق المملكة السبئية ولكن القليل هو المعروف عن هذه الفترة وكيفية الانتقال من العصر البرونزي إلى عصر ممالك القوافل نظراً لقلة الدراسات الأثرية عن اليمن والتي تتعرض لمضايقات وعرقلة مدفوعة بعدم الرغبة في إسكتشاف تاريخ اليمن والجزيرة العربية ككل قبل الإسلام
حسب الضئيل الذي عثر عليه بظاهر الأرض، كانت الممالك أو الإتحادات القبلية الأربع الرئيسية تتاجر بالبخور والبهارات والمر والذهب ويذكر العهد القديم قصة ملكة سبأ وزيارتها للملك سليمان وقدومها بقوافل محملة بالطيب والذهب  وتعتبر مأرب مهد الحضارة اليمنية القديمة. بدأ السبئيون بالتوسع شيئا فشيئا والإستيلاء على الإمارات الصغيرة التابعة للممالك الأخرى قرابة القرن التاسع قبل الميلاد. لا توجد أنهار في اليمن كتلك الموجودة بمصر والعراق وطبيعة الأرض جبلية وعرة فظهرت ممالك متعددة، متحاربة ومتصارعة للسيطرة على الموارد المحدودة أشهرها وأقواها كانت مملكة سبأ.
للتغلب على قسوة الطبيعة، بنى السبئيون سد رحاب (سد مأرب) في القرن الثامن ق.م وربما العاشر وكان سببا رئيسياً لإزدهار وقوة المملكة كان السد معجزة هندسية في تاريخ شبه الجزيرة العربية، يروي ما يقارب 98,000 كم مربع، يدفع 1,700 متر مكعب من السيول حاملة 2000 طن من المياه في الثانية عُرفت هذه الواحة البشرية الصنع بـ«أرض الجنتين». كان السبئيون يحكمون من كهنة يسمى أحدهم مكرب والمكرب كان أعلى طبقة اجتماعية في اليمن القديم، معنى كلمة مكرب غير واضح ولكنها بالتأكيد ليست ملك أو أمير. لقرون عديدة، سيطر السبئيون على التجارة الصادرة بين البحر الأبيض المتوسط والهند وكان السبئيون يروجون الشائعات التي صدقها اليونانيون لفترة، من قبيل أن هناك ثعابين مجنحة لا تسمح لأحد سوى السبئيين بالاقتراب من مصادر إنتاج البخور واللبان. اخترع أبناء سبأ احساسا بالهوية عن طريق الدين، فعبدوا إلههم إل مقه وأقنعوا أنفسهم أنهم أبنائه 

بقايا معبد إل مقه في صرواح

مابين 700 ـ 685 ق.م، قام المكرب كربئيل وتر الأول بتغيير لقبه من مكرب إلى ملك وشن حملات واسعة وخلد انتصاراته ومعاركه في كتابة تركها بمدينة صرواح عاصمة السبئيين الدينية وجمع الممالك الأربع وكل الإمارات الصغيرة تحت حكمه عقب حملات عسكرية خلفت تسعة وثلاثين ألف قتيل وثلاث وسبعين ألف أسير  أقام السبئيون مستعمرات تجارية لهم في مواضع متعددة من شبه الجزيرة العربية أبرزها مملكة كندة في نجد ومستعمرة في أكسوم بشمال إثيوبيا ونقلوا نظام كتاباتهم القديم إلى تلك المناطق في القرن الرابع ق.م، انتقل الملك في سبأ لأبناء همدان بقيادة الملك وهبئيل يحز. كان الهمدانيون سادة المرتفعات الشمالية الغربية وقد ظهروا في فترة مضطربة ومربكة في تاريخ مملكة سبأ واليمن القديم بشكل عام وحاولوا فرض تقديس إلههم تألب ريام على باقي القبائل.
في القرن الثالث، تحالفت ممالك حضرموت ومَعيَّن وقتبان واستقلوا عن مملكة سبأ وتبادلت الممالك الأربع موازين القوى لفترة، فسيطرت مَعيَّن على الطريق التجارية وأقاموا مستعمرة لهم في ديدان وسيطرت مملكة قتبان على حضرموت عام 230 ق.م. على أواخر القرن الثاني ق.م ضعفت مملكة سبأ واقتصر سلطانهم على مأرب وصنعاء واستعرت الفوضى بين مملكة سبأ ومملكة حضرموت ومملكة قتبان، كل يقاتل لأجل الصدارة فاستعادت مملكة سبأ هيمنتها على مملكة معين وأحرقت مدينة تمنع عاصمة مملكة قتبان، وقضى ملك سبأ إيلي شرح يحضب جل فترة حكمه يخمد التمردات وبحلول العام 25 ق.م، كان السبئيون القوى المهيمنة على جنوب شبه الجزيرة العربية من جديد
في العام 25 ق.م، أرسل الإمبراطور أغسطس قيصر حملة عسكرية بقيادة حاكم مصر الروماني أيليوس غالوس. امتلك الرومان معلومات جغرافية وسياسية ضئيلة ومتناقضة عن اليمن فأُبيد الجيش الروماني من عشرة آلاف مقاتل أمام أسوار مأرب وانسحب غالوس وصديقه سترابو إلى الإسكندرية وأُعدم دليلهم النبطي بتهمة الخيانة ولم تُكتشف كتابة بخط المسند عن الحملة الرومانية بعد.

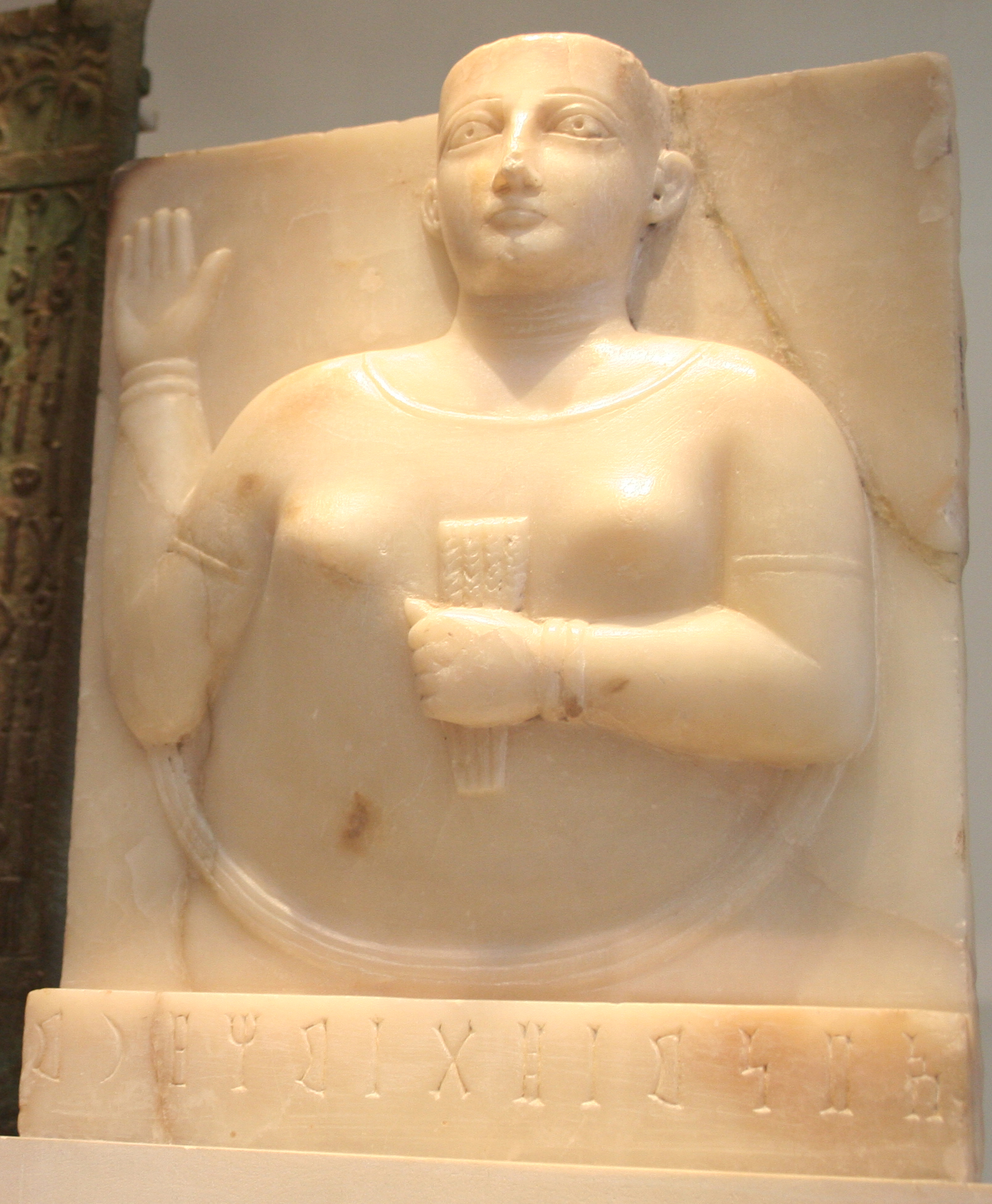
شاهد قبر سبئي يظهر امرأة تحمل بذور قمح وهو رمز للخصوبة في اليمن القديم

عقب الحملة الرومانية، ادعت عدة فصائل حقها في الملك، همدان وحِميَّر تحديداً فكان هناك ثلاث زعماء يلقبون أنفسهم بلقب  ملك سبأ وذو ريدان   تمكن الحِميَّريين من السيطرة على صنعاء عام 100 بعد الميلاد لمدة ثمانين سنة حتى طردهم أقيال من حاشد عام 180  واستمرت المعارك القبلية الصغيرة بين الفريقين حتى تمكن الحِميَّريين بقيادة شمَّر يهرعش من القضاء على كل الإقطاعيات ودخلت البلاد مرحلة الحكم المطلق للحميريين وأتخذوا من ظفار يريم عاصمة لمملكتهم، وألغوا النظام الإتحادي الذي كان سائداً أيام دولة السبئيين ذلك لإن النصوص المكتشفة أيام السبئيين، تظهر أن زعماء قبائل وإقطاعيات واسعة كانوا يشيرون لأنفسهم بملوك كذلك واقتصرت علاقتهم بمأرب على دفع الضرائب السنوية، فاختفت الألقاب الملكية لتقتصر على أذواء ريدان، فكان الحميريين أول من عين حكاماً للمقاطعات في تاريخ اليمن القديم سموهم  جباة الملك 
اعتبار ظفار يريم عاصمة لم يقلل من أهمية مأرب عند الحميريين، بل استمروا بتقديم القرابين والأضحية في المعبد الرئيسي بمأرب ومرد ذلك كان رغبة الحِميَّريين باستمرارية التقاليد الموروثة وإضفاء شرعية لملكهم أمام السكان وأتخذ الحميريين من العام 115 ق.م مبدأ لتقويمهم وقاموا بتوحيد آلهة الممالك واعتبار رحمن إله الأرض والسماء والأوحد  شهدت البلاد مرحلة من الفوضى عقب وفاة شمَّر ذلك أن عدة بيوت حِميَّرية ادعت حقها في الملك، إلى أن استعاد ذمار علي يهبر السيطرة ليكون جد سلالة قوية من الحميريين هيمنت على اليمن وباقي شبه الجزيرة العربية لمايزيد عن 250 سنة 
بدأ الروم بمحاولة نشر المسيحية في اليمن قرابة القرن الرابع الميلادي فأرسل الإمبراطور قنسطانطيوس الثاني بعثة بقيادة ثيوفيلوس الهندي لتنصير الحميريين ولكن وفقا لفيلوستورغيوس، فإن البعثة تعرضت لعرقلة من يهود محليين  وأكتشفت عدة كتابات بخط المسند والعبرية تشير إلى رحمن وإسرائيل وأقيالٍ يهود ولكن وفقا للبعثة المسيحية، فإنهم تمكنوا من تنصير نجران والمخا وظفار يريم وبناء ثلاث كنائس في هذه المدن  كان الملك شرحبيل يعفر الذي توفي عام 465 آخر ملوك حميَّر من سلالة ذمار علي يهبر ليخلفه الملك شرحبيل يكف الذي يعتبر مؤسس سلالة جديدة من الحميريين

أحد أبواب الجامع الكبير بصنعاء. لا زال هذا الباب القديم يحوي كتابات بخط المسند تعود للفترة السبئية

بحلول العام 516 (القرن السادس)، أصبحت مملكة حمير منقسمة على نفسها على طول الخطوط الدينية وصراع مرير بين فصائل عديدة مهد الطريق لتدخل من مملكة أكسوم المسيحية. إذ يتضح وقوع صراع ما على السلطة بدلالة اكتشاف كتابات لشخصين متحاربين كلاهما يلقب نفسه باللقب الملكي للحِميَّريين كان الملك معديكرب يعفر آخر ملوك حِميَّر الشرعيين وكان مسيحياً وتعاون مع مملكة أكسوم ضد أعدائه من اليهود الحميريين وشن حملة عسكرية بإيعاز من بيزنطة ضد المناذرة بمساعدة من قبائل عربية مسيحية مرتبطة ببيزنطة  كان المناذرة بجنوبي بلاد الرافدين متراساً لللإمبراطورية الساسانية الفارسية والتي كانت غير متسامحة مع دين تبشيري كالمسيحية
ظهر يوسف أسأر وكان أحد الأذواء اليهود الذين ظهروا في نفس الفترة المضطربة. بظهور يوسف كانت المملكة الحميرية قد سقطت على أرض الواقع. كان المسيحيون في اليمن قد ارتكبوا عمليات قمع ممنهجة ضد اليهود وأحرقوا العديد من المعابد اليهودية عبر البلاد فانتقم يوسف لليهود بقدر كبير من القسوة أشهر وقائعه كانت في نجران، مصادر الإخباريين بعد الإسلام ذكرته ولكنها مصادر بلا قيمة تاريخية تذكر وشن حملات على الطول الساحل الغربي في تهامة حتى وصل باب المندب، ليعيق وصول الإمدادات للمسيحيين في اليمن من مملكة أكسوم على الضفة المقابلة إذ كان المسيحيين في نجران طابورا خامساُ لمملكة أكسوم
قتل المسيحيين بتلك الصورة برر تدخل بيزنطة ودعمها لأكسوم وتمكن الأسطول البيزنطي من هزيمة يوسف أسأر أو «ذو النواس الحِميَّري» عام 525 - 527 للميلاد وعُين شميفع أشوع حاكماً على البلاد، وقاموا بإعادة إعمار كل الكنائس التي هدمها ذو النواس منها ثلاث كنائس جديدة في نجران وحدها قُتل شميفع أشوع من قبل أبرهة بعد خمس سنوات وأعلن نفسه ملكاً مستقلاً على حِميَّر وأعاد استخدام اللقب الملكي للحميريين ونسجت حوله قصص وأساطير بعد الإسلام كعادة الإخباريين. شن أبرهة حملة واسعة على الحجاز، وفقا لكتابة بخط المسند دونها بنفسه وكتابات البيزنطيين، فإن الحملة كانت ناجحة بينما تذكر الأساطير العربية أن طيوراً خرجت من البحر هزمته
بقيت البلاد على ماهي عليه من الاضطراب حتى بعد عودة الحِميَّريين بقيادة شخصية شبه أسطورية تدعى سيف بن ذي يزن وفقا لمصادر متأخرة فلم يعد لحِميَّر سلطان على أحد وبقيت القبائل مستقلة عن أي حكومة حتى الإسلام  ذكرت المصادر البيزنطية المعاصرة لتلك الفترة أن الإمبراطورية الفارسية استولت على عدن معظم المناطق كان خاضعا لزعماء محليين باستثناء عدن وصنعاء وتعتبر تلك الفترة نهاية الحضارة اليمنية القديمة، إذ لم يعثر الباحثون على كتابة واحدة أو شاهد بالمُسند عن هذه الفترة من تاريخ اليمن

## العصور الوسطى
دخل الإسلام إلى اليمن عام 630 وأسلمت القبائل اليمانية سريعاً عقب قدوم علي بن أبي طالب. وأرسل النبي محمد معاذ بن جبل إلى اليمن وأوصاه قائلا:
| تاريخ اليمن                                       | يسر ولا تعسر، وبشر ولا تنفر، وإنك ستقدم على قوم من أهل الكتاب، يسألونك ما مفتاح الجنة ؛ فقل : شهادة أن لا إله إلا الله وحده لا شريك له | تاريخ اليمن |
| — وصية النبي محمد لمعاذ بن جبل قبل بعثه إلى اليمن | |             |

أرسل النبي كتاباً لوائل بن حجر وعدد من الأقيال بل أرسل عدة كتب لزعماء من قبيلة واحدة والسبب في ذلك كان الانقسام الواضح بين القبائل وغياب سلطة مركزية قوية في اليمن أيام النبي. قدمت القبائل عام الوفود وكان سلوك النبي مختلفاً اتجاه كل قبيلة، فحفاوته في الإستقبال لقبائل أسلمت وقدمت الصدقات مبكراً كان مختلفاً عن القبائل التي أسلمت بعد هزيمتها مثل بنو الحارث بن كعب وخثعم وصداء من مذحج. هناك عدة أسباب وراء سرعة انتشار الإسلام في اليمن، أولها أن عددا كبيراً من اليمنيين كانوا ممن يُعَرِفهم الإسلام بأنهم أهل كتاب كما يتضح من وصية النبي لمعاذ بن جبل، والثاني هو الاضطراب والإقطاعية الذي كانت تمر بها البلاد اليمانية فعدد من زعماء القبائل اعتنق الإسلام وقدم على النبي محمد لحل نزاعات قبلية مثل وائل بن حجر الحضرمي لنزاعه مع الأشعث بن قيس الكندي وفروة بن المسيك المرادي لمعارك قومه مع همدان. قسم الخلفاء الراشدون اليمن لعدة مخاليف وكان عهدهم مستقراً ولعبت القبائل اليمانية دوراً مفصليا خلال الفتوحات الإسلامية في مصر والعراق والشام وشمال أفريقيا والأندلس. قليل هو المعروف عن اليمن خلال الدولة الأموية ولكن تقول المصادر أن اليمن والحجاز بايعت عبد الله بن الزبير ولكن القبائل اليمانية في الشام كان من ثبت حكم مروان بن الحكم  كان اليمن مسرحا لعدد من الحركات الإباضية والشيعية التي حوربت من دول الخلافة وبدا جلياً أن الدولة العباسية لم تستطع إحكام سيطرتها على اليمن فاستقلت البلاد عام 815. قامت الدولة الزيادية في زبيد وامتدت من حلي بن يعقوب وحتى عدن
تاريخ هذه السلالة مظلم فلم يسيطروا على أكثر من الساحل الغربي لليمن المعروف بتهامة  إذ قامت الدولة اليعفرية في نفس الفترة وشملت المنطقة مابين صعدة وتعز بما في ذلك صنعاء كانت الدولة الزيادية مستقرة في زبيد بينما كان على بقية المناطق أمراء محليين يذكرون ابن زياد في خطبة الجمعة ويسكون العملة باسمه وواجه الزياديون تحديات عديدة من بنو يعفر الذين كانوا يسيطرون على المرتفعات  أما حضرموت، فكان عليها أمراء إباضية رفضوا الاعتراف بأي من الدول داخل اليمن أو حتى الخلافة العباسية في بغداد لكنها لم تتطور لدولة إمامة كما حدث في عُمان، ويعد عبد الله بن يحيى الكندي أول أئمة الإباضية في اليمن. قدم الإمام الزيدي يحيى بن الحسين عام 890، ويحيى بن الحسين كان قاضيا وفقيها قدم بدعوة من قبائل صعدة - خولان تحديداً - لفض خلافات قبلية وعقب نجاحه في المهمة، تمكن من إقناع القيادات القبلية في المنطقة باعتناق المذهب الزيدي وبدأ المذهب ينتشر ببطئ. بنى الإمام الزيدي يحيى بن الحسين قاعدة له في صعدة ونجران  حاول الإمام يحيى بن الحسين السيطرة على صنعاء من بنو يعفر عام 901 ولكنه فشل فشلا ذريعاً 
عام 904، هاجم القرامطة مدينة زبيد ونزلوا في يافع لحج ودخلت البلاد مرحلة من الفوضى والاقتتال لدرجة أنه من الفترة مابين 904 وحتى 913 تم غزو صنعاء عشرين مرة ومحاصرتها خمسة مرات من قبل القرامطة وبنو يعفر استعاد أسعد بن إبراهيم الحوالي صنعاء عام 913 وأعاد نفوذه على مخلاف الجند (تعز) ومخلاف حضرموت وتوفي السلطان أسعد عام 944 وكان آخر سلاطين بني يعفر الأقوياء. هاجم بنو يعفر عاصمة بني زياد زبيد وأحرقوها بقيادة عبد الله بن قحطان الحِميَّري وشيخ قبلي آخر من خولان عام 989 هجوم عبد الله بن قحطان أضعف الدولة الزيادية كثيراً ومن عام 989 ودولة بني زياد تحكم فعليا من قبل مولاهم الحسين بن سلامة الذي تمكن من الحفاظ عليها من الانهيار الكامل عقب هجوم عبد الله بن قحطان وتمكن من استعادة السيطرة على كافة تهامة من جديد وأخضع سلالة قليل هو المعروف عنها يعرفون بالسليمانيين كانوا قد ظهروا بجيزان بحلول عام 997، تحول سلاطين بنو يعفر لأمراء محليين مثلهم مثل بقية أمراء القبائل مقرهم في شبام كوكبان.

### الدولة الصليحية

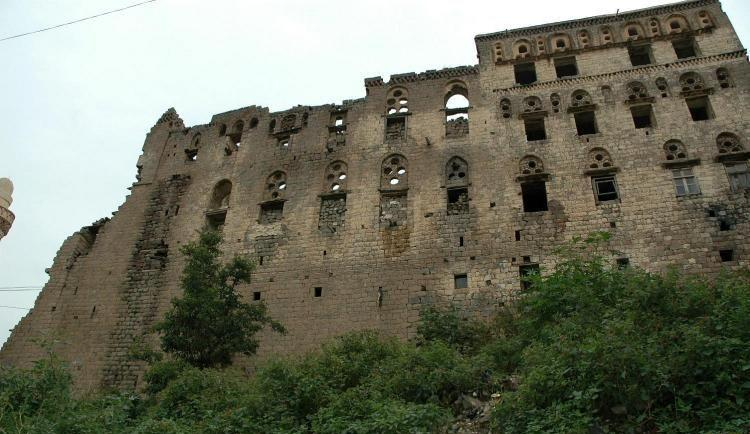
بقايا قصر الملكة أروى بنت أحمد وبه 365 غرفة بعدد أيام السنة، غرفة لكل يوم

سقطت دولة بني زياد عام 1018 وقامت دولة بني نجاح عام 1022 في تهامة وعاصمتهم زبيد كذلك. ظهر علي بن محمد الصليحي في نفس الفترة في المرتفعات وكان إسماعيليا، وتمكن الصليحي من تأسيس ماعرف بالدولة الصليحية عام 1040. كانت البلاد تحكم من قبل عشائر عديدة وصغيرة مثل بنو معن الأصابحة وهم حكام عدن ولحج في تلك الفترة، وبنو الكرندي المعافر وكانوا يسيطرون على تعز وإب وغيرهم كانوا يسيطرون على حصون عديدة في صعدة وحول صنعاء وحراز. ويصف أحد المؤرخين صنعاء بأنها  كالخرقة  كل شهر عليها حاكم جديد. علي بن محمد الصليحي نفسه من منطقة حراز ولا زالت هذه المنطقة من أهم معاقل الإسماعيلية إلى اليوم ولكن الصليحي كان سنياً في الحقيقة بل والده كان قاضيا شافعيا، اعتنق علي بن محمد الصليحي المذهب الإسماعيلي لتأثره بدعوة رجل الدين سليمان الزواحي.
سيطر الصليحي على صنعاء عام 1040 ثم راسل الخليفة الفاطمي المستنصر بالله في مصر يطلب منه السماح باظهار الدعوة الإسماعيلية بعد أن كانت سرية، والسبب في ذلك يعود لخشية الصليحي أن تقوم الدولة العباسية في بغداد بإرسال جيش إلى اليمن لقمع الإسماعيلية فرأى في الفاطميين في مصر حليفا موثوقا مافكر العباسيون بقمع حركته. لم يعلن علي الصليحي دعوته حتى العام 1047 بعد توافد قبائل يام وهمدان. لم تكن كل همدان ففروع من حاشد التفت حول زعماء إقطاعيين إلا أن الصليحي تمكن من القضاء عليهم ثم توجه جنوباً فسيطر على مخلاف الجند (تعز) ومخلاف جعفر (إب) وعدن وزبيد ثم حضرموت وبحلول عام 1062 كان حكم الصليحيين قد شمل بلاد اليمن واتخذ من صنعاء عاصمة لدولته. سيطر علي بن محمد الصليحي على مكة عام 1063. كان يُدعى له هو وابنة عمه وزوجته أسماء بنت شهاب في خطب الجمعة وهو مالم يحدث في أي مكان في المنطقة العربية بعد الإسلام.
توفي علي بن محمد الصليحي ليخلفه ابنه المكرم أحمد بن علي الصليحي عام 1084 الذي ولى سلالة بنو زريع على عدن، ولم يدم حكمه لأكثر من ثلاث سنين فاضطر لتسليم السلطة لزوجته أروى بنت أحمد الصليحي عام 1087 لإصابته بشلل العصب الوجهي قامت الملكة أروى بنقل العاصمة من صنعاء إلى جبلة بمحافظة إب حالياً وسبب ذلك يعود لموقع جبلة الإستراتيجي في مرتفعات اليمن الوسطى الخصبة زراعياً وسهولة الوصول للمناطق الجنوبية من البلاد وبالذات عدن أرسلت الملكة دعاة إسماعيلية إلى الهند حيث تشكل مجتمع إسماعيلي بارز لا يزال متواجداً إلى اليوم.
رغم أن ملوك بنو صليح كانوا إسماعيلية، إلا أن الملاحظ أنهم لم يحاولوا فرض مذهبهم على أحد ولم يضطهدوا الشافعية والزيدية. حكمت  السيدة الحرة  كما تُعرف في كتب التاريخ اليمنية باقتدار ولا تزال تذكر باعجاب ومحبة ويشهد على ذلك كتب التاريخ والأدب اليمني والتقاليد الشعبية حتى أنها سُميت بلقب  بلقيس الثانية  في إشارة لملكة سبأ الأسطورية. سقطت دولة الصليحيين عام 1138 بوفاة الملكة أروى عن عمر ناهز الثمانين عاماً. وبوفاتها انقسمت البلاد إلى خمس سلالات متنازعة على طول الخطوط الدينية. وهو ماسهل على الدولة الأيوبية دخولها إلى اليمن عام 1174.

### العصر الأيوبي
كان الأيوبيون الأكراد قد أسقطوا الخلافة الفاطمية في مصر وبعد فترة قصيرة على صعودهم في تلك البلاد، قرر صلاح الدين الأيوبي إرسال أخاه توران شاه للسيطرة على اليمن. تزعم بعض كتب الأخبار العربية أن الناس في اليمن طلبت من الأيوبيين أن يضموا اليمن إلى دولتهم، قد يكون ذلك صحيحاً بدلالة النزاعات المذهبية والقبلية التي شهدتها اليمن بسقوط الدولة الصليحية ولكنها ليست المرة الأولى ولم تكن الأخيرة التي تحاول فيها أي قوة تسيطر على مصر أن تسيطر على اليمن بعدها مباشرة، تأمين طريق التجارة عبر البحر الأحمر كان أهم دوافع الأيوبيين بالإضافة لسبب آخر هو خشيتهم من تقدم علي بن مهدي الحميري نحو مكة.
توجه توران شاه إلى اليمن عام 1174 وكالعادة نزل في زبيد بتهامة أولاً وقضى على أبناء علي بن مهدي ثم توجه إلى عدن وأخذها من بنو زريع ثم توجه ناحية حضرموت، ولم تكن حضرموت نفسها خاضعة لأسرة واحدة فقضى على تلك الأسر في الشحر وتريم وشبام ولكنهم واجهوا مقاومة شديدة من الزيدية والإسماعيلية بالمرتفعات الشمالية. لم تكن الجبهة اليمنية متحدة فقد كانوا منهكين من الصراعات والحروب الدائرة بينهم فاتخذت القوى المناوئة للأيوبيين أسلوب حرب العصابات لإستنزافهم، كون جيش الأيوبيين كان جيشا نظاميا مدرباً وبقدرات عالية تفوقهم، لذلك لم يستطع الأيوبيون من تأمين صنعاء حتى العام 1189. وفشلوا في السيطرة على صعدة، معقل الزيدية.
فعمل الأيوبيون على تقليل خسائرهم بالسيطرة على المدن المهمة فقط مثل عدن وزبيد وتعز والشحر. خرج أحد أمراء آل دغار في حضرموت على الأيوبيين عام 1191 وانتهى خروجه بالمصالحة وإطلاق الأيوبيين لأفراد من أسرته كانوا قد اعتقلوهم سابقاً، وثار الزيدية بقيادة الإمام المنصور بالله عبد الله بن حمزة في شبام كوكبان نفس السنة ودارت معركة بينهم وبين الأيوبيين خلفت مئتي قتيل منهم وسبعمائة من جيش الأيوبيين. ونجح الزيدية بقيادة المنصور بالله عبد الله بن حمزة في استعادة صنعاء من الأيوبيين عام 1197.
هُزم جيش الأيوبيين قرب ذمار عام 1223. استمر نضال الإمام المنصور بالله عبد الله بن حمزة ضد الغزاة الأيوبيين حتى وفاته عام 1217. وخرج آخر سلاطين الأيوببين المسعود من اليمن عام 1228 ووفقا لمصادر أخرى عام 1223 وعُين عمر بن رسول نائبا له.

### الدولة الرسولية

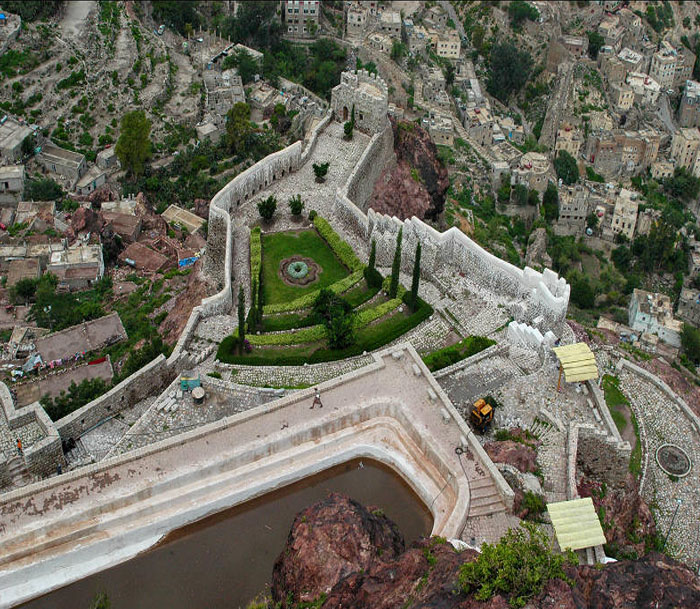
قلعة القاهرة بتعز عاصمة ملوك بني رسول

تأسست الدولة الرسولية عام 1229 بقيادة عمر بن رسول الذي أعلن نفسه ملكاً مستقلا بتلقبه بلقب  الملك المنصور . كان عمر بن رسول طموحاً وسياسياً بارعا وبدأ ببناء قاعدة دعم شعبية ساعدته كثيراً في بناء الدولة الرسولية على أساس صلب. سيطر على زبيد أولاً ثم توجه شمالاَ نحو المرتفعات الشمالية ثم إلى الحجاز فامتد ملكه من ظفار وحتى مكة قُتل عمر بن رسول من قبل ابن اخيه عام 1249 إلا أن الملك المظفر يوسف الأول تمكن من هزيمة ابن عمه، وقمع محاولة الزيدية لزعزعة ملكه فتلقب  بالمظفر  لذلك.
عندما سقطت بغداد عام 1258 أمام هولاكو خان، تلقب الملك المظفر يوسف الأول بلقب الخليفة ونقل العاصمة من صنعاء إلى تعز لقربها من عدن. وبنى عدداً من المدارس والقلاع والحصون حتى الرحالة ماركو بولو انبهر باليمن خلال هذه الفترة ونشاطها التجاري والعمراني وكثرة القلاع والحصون بالبلاد  توفي الملك المظفر في تعز ودفن بها بعد 47 عاما من الحكم منفرداً حتى ألد أعدائه، وهم الزيدية، وصفوه بأعظم ملوك اليمن تعليقا على وفاته.

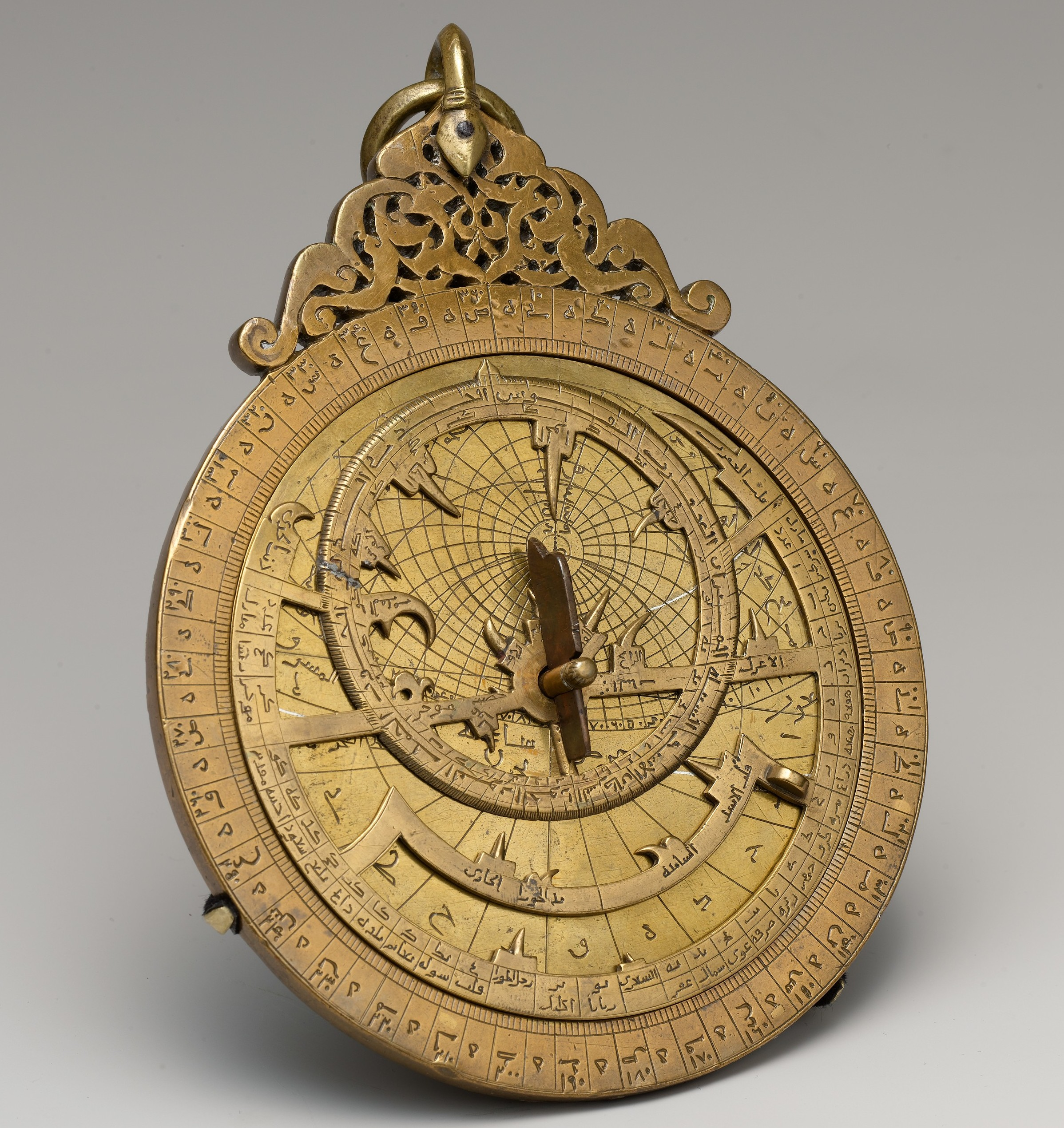
أسطرلاب مصنوع بيد الملك الأشرف عمر بن يوسف عام 1291

بنى الرسوليين قلعة القاهرة بتعز وجامع ومدرسة المظفر والمدرسة الأسدية والمدرسة الجبرتية والمدرسة المعتبية والمدرسة الياقوتية والمدرسة الأشرفية وغيرها. كان تعزيز المذهب الشافعي، الذي لا يزال المذهب الغالب في اليمن، هدفهم وراء بناء هذه المدارس. كان ملوك بنو رسول رجالاً متعلمين أنفسهم فلم يكتفوا بإثراء المكتبات بالكتب بل لعدد من ملوكهم مؤلفات في الطب والفلك والزراعة. أيام الرسوليين، تحولت تعز وزبيد إلى مراكز مهمة لدراسة المذهب الشافعي على مستوى العالم عزز الرسوليون علاقات اليمن التجارية مع الهند والشرق الأقصى. إذ استفادوا كثيرا من التجارة العابرة للبحر الأحمر من عدن وزبيد. وشهدت عدن أحد أفضل عصورها خلال ملك الرسوليين.
كما قاموا بتبني العديد من البرامج الزراعية لترويج زراعة النخيل. وخلال هذه الفترة أصبح البن سلعة رابحة لليمن. يعتبر المؤرخون دولة بني رسول من أعظم الدول اليمانية منذ سقوط مملكة حِميَّر ذلك لإنهم عكس الأيوبيين أو العثمانيين، لم يكن وجودهم عسكرياً لتأمين مصالح خارجية لا علاقة لها بمصالح السكان، فقد اندمجوا في المجتمع اليمني وادعوا اصلا عربياً لتبرير ملكهم وتوحيد السكان خلفهم. ادعوا انهم عرب ولكنهم بالتأكيد كانوا من الأوغوز.
كانت علاقة الرسوليين مع مماليك مصر علاقة معقدة، إذ احتدم التنافس بينهم على الحجاز وأحقية كسوة الكعبة بالإضافة لإصرار المماليك على اعتبار بني رسول تابعين لهم. استمرت دولة بني رسول لأكثر من مئتي سنة إلى أن دب فيها الضعف عام 1424 إذ أصبحت المملكة مهددة من قبل أفراد الأسرة الحاكمة أنفسهم وخلافاتهم حول مسألة الخلافة، بالإضافة للتمردات المتكررة من الأئمة الزيدية وأنصارهم، كان الرسوليون يحظون بدعم سكان تهامة وجنوب اليمن واضطر الرسوليون لشراء ولاء قبائل المرتفعات الشمالية بالأموال وعندما ضعفت الدولة، وجد الرسوليون أنفسهم عالقين في حرب إستنزاف، لم يكن الزيدية يوما ما سياسيين بارعين أو حكاما أقوياء ولكنهم يعرفون جيدا كيف يستنزفون طاقات أعدائهم. ورغم جهود الرسوليين لتثبيت المذهب الشافعي في اليمن لمجابهة الزيدية والإسماعيلية، إلا أن من أسقط دولتهم لم يكونوا هولاء بل سلالة شافعية محلية اسمها بنو طاهر، إذ استغل الطاهريون الخلافات بين الأسرة الرسولية الحاكمة ليسيطروا على عدن ولحج وبحلول عام 1454 أعلنوا أنفسهم الحكام الجدد لليمن.

### الدولة الطاهرية

المدرسة العامرية برداع بنيت عام 1504

كان الطاهريون مشايخ محليين من منطقة رداع بمحافظة البيضاء تابعين لبني رسول. وخلال الإثنا عشر سنة الأخيرة من حكم الرسوليين استغل الظافر عامر بن طاهر النزاع بين أفراد الأسرة الحاكمة حتى سلم الملك الرسولي المسعود أبو القاسم مقاليد السلطة سلمياً عام 1454. رغم أنهم لم يكونوا بقوة سابقيهم إلا أنهم بنوا العديد من خزانات المياه والجسور والمدارس في زبيد وعدن ورداع وأشهر آثارهم المدرسة العامرية التي بناها الملك عامر بن عبد الوهاب عام 1504. كانوا أضعف من احتواء الزيدية أو الدفاع عن أنفسهم من الغزاة الأجانب.
كان مماليك مصر يريدون ضم اليمن إلى مصر واحتل البرتغاليون بقيادة ألفونسو دي ألبوكيرك جزيرة سقطرى عام 1513 وشنوا عدة هجمات فاشلة على عدن. شكل البرتغاليون خطراً مباشراً لتجارة المحيط الهندي العابرة للبحر الأحمر فأرسل المماليك قوة بقيادة حسين الكردي لقتال البرتغاليين. بدأ مماليك مصر محادثات مع الطاهريين في زبيد لمناقشة مايحتاجه الجيش المملوكي من أموال وعتاد، ولكن الجيش الذي كان ينفذ من المؤن، بدأ بالتحرش بسكان تهامة وعوضا عن مواجهة البرتغاليين قرروا إسقاط الطاهريين واحتلال اليمن لإدراكهم ثراء نطاق نفوذ سلاطين بني طاهر.
تمكنت قوات المماليك بالتعاون مع قوات قبلية موالية للإمام الزيدي المتوكل يحيى شرف الدين من السيطرة على مناطق نفوذ الطاهريين ولكنهم لم يتمكنوا من إسقاط عدن عام 1517. لم يدم الانتصار المملوكي طويلاً، بعد شهر واحد من إسقاطهم الطاهريين، احتلت الدولة العثمانية مصر وشنقت طومان باي آخر سلاطين المماليك في القاهرة. تحالف السلطان الطاهري عامر بن داوود مع البرتغاليين فعزم العثمانيون السيطرة على اليمن لكسر الاحتكار البرتغالي لتجارة التوابل. بالإضافة لقلقهم من سقوط اليمن بيد البرتغاليين وربما سقوط مكة بعدها. هوان الطاهريين جعل الأئمة الزيدية وقبائل المرتفعات الشمالية يظهرون بمظهر أبطال قوميين ضد الدولة العثمانية 

## التاريخ الحديث

### العثمانيون

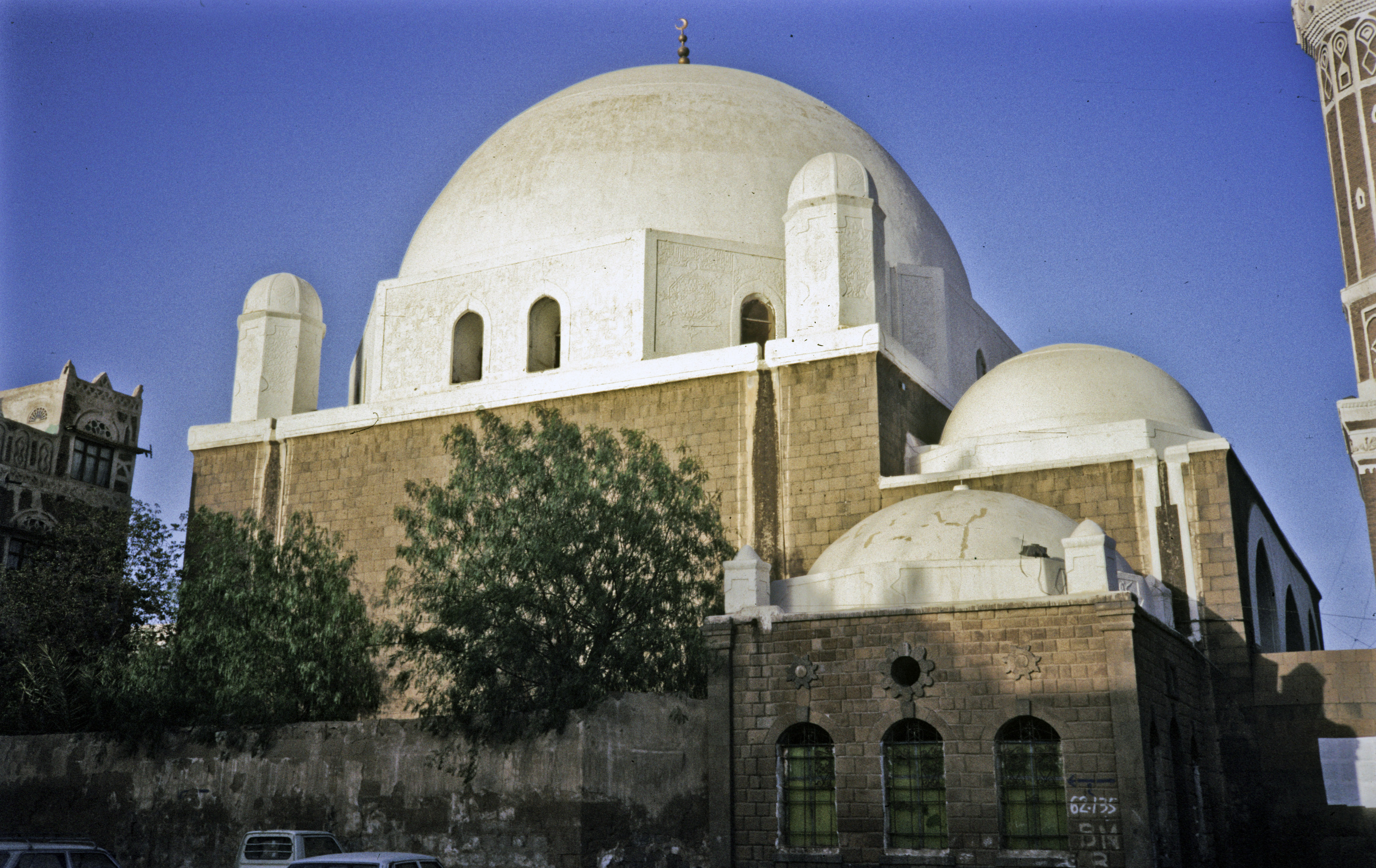
جامع البكيرية العثماني بصنعاء بُني عام 1597

دخلت اليمن مرحلة من الفوضى وغياب السلطة المركزية وبقيت عدن وحيدة بيد الملك عامر بن داوود آخر ملوك الطاهريين. اقتحم خادم سليمان باشا مدينة عدن عام 1538  بسطت الدولة العثمانية سلطتها على عدن وتهامة واتخذ من زبيد مقرا إداريا للسلطة العثمانية. كانت المرتفعات الشمالية مستقلة عليها الإمام الزيدي يحيى شرف الدين. حاول العثمانيون ضم باقي اليمن وخلال الفترة مابين 1538 و1547 أرسل العثمانيون ثمانين ألف جندي إلى اليمن، بقي منهم سبعة آلاف 
نشب خلاف بين الإمام يحيى شرف الدين وابنه المطهر فتوجه الأخير إلى زبيد وأبدى استعداده لمعاونة أويس باشا للسيطرة على المرتفعات. اقتحمت قوات أويس باشا وأنصار المطهر بن يحيى شرف الدين تعز وتوجهت شمالاً نحو صنعاء وسيطر عليها عام 1547 وأعطى العثمانيون المطهر بن يحيى شرف الدين لقب بك واعترفوا به إماماً على عمران وقاعدته ثلا  لم يستمر الإمام المطهر في ولائه للعثمانيين طويلاً، وشن حملات عديدة عليهم إلا أن أزدمير باشا تمكن من إخماد التمرد وحظي بفترة من السلام النسبي لمدة عشر سنوات تقريبا. تولى محمود باشا أمور الإيالة وكان ظالماً قتل كل عسكري من قادته لا يوافقه رأيه. عدم مراعاته للتوازن الدقيق للقوى في اليمن، جعل اليمنيين يتناسون خلافاتهم ويتوحدون ضد الأتراك. ولي رضوان باشا إيالة اليمن عام 1564 م وأصبح محمود باشا حاكما لمصر.

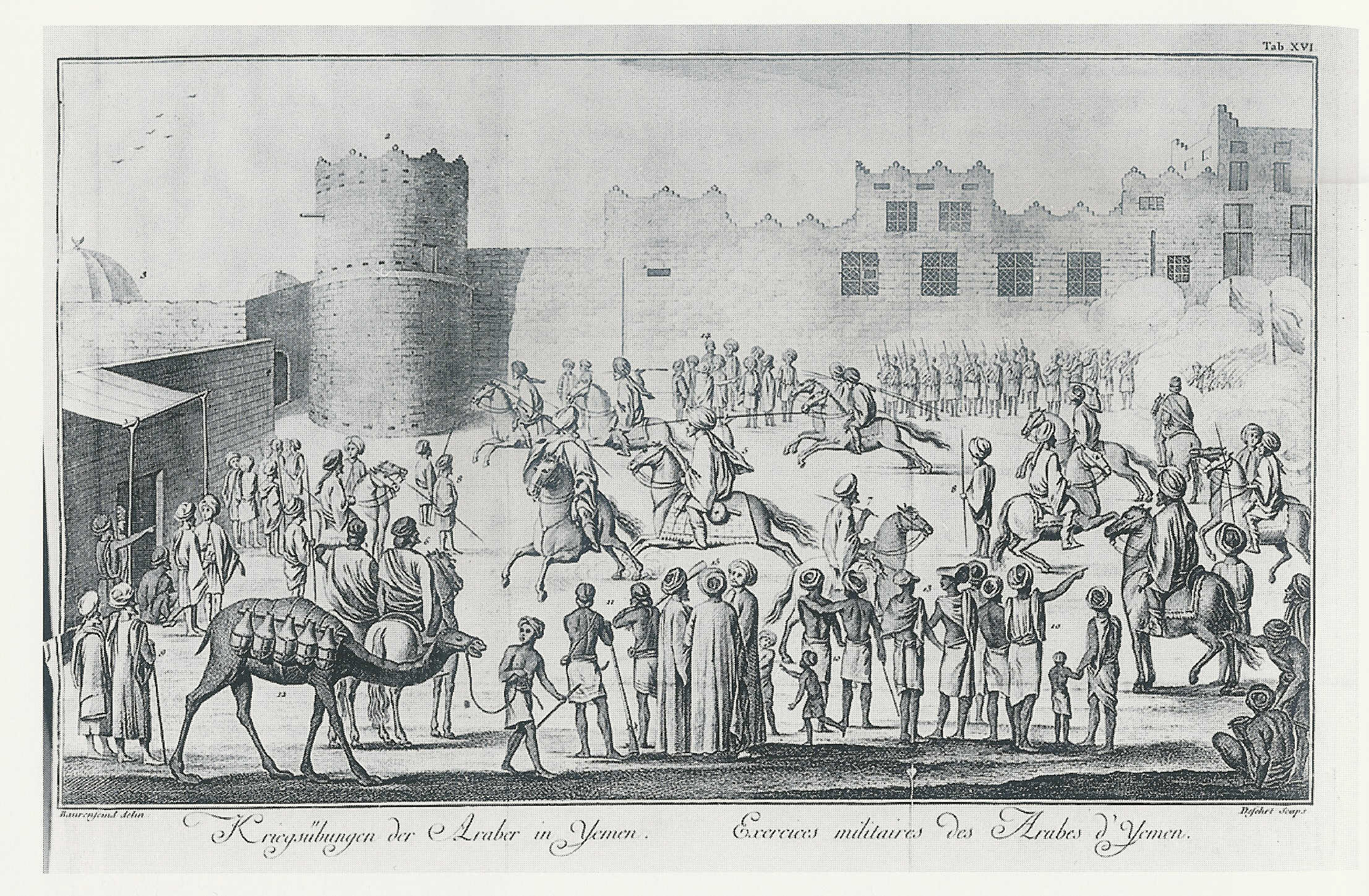
تمارين القتال في اليمن عام 1774

عندما تولى رضوان باشا أمور الإيالة، أخذ بعرض مساوئ سلفه محمود باشا على الباب العالي في إسطنبول، فبرر محمود باشا اخفاقاته بأن اليمن بلاد واسعة وبحاجة إلى بكلربكيان ولايكفيها واحد، وأصر محمود باشا على موقفه حتى وافق الباب العالي وأرسلوا مراد باشا ليتولى تهامة وولوا رضوان باشا أمر المرتفعات. وقد قصد محمود باشا النكاية برضوان باشا بهذا التعيين، كون القبائل أشرس وأصعب مراسا في المرتفعات الشمالية لليمن بالإضافة لكونها مقرا للأئمة الزيدية  تظاهر المطهر بن يحيى شرف الدين بموالاته لمراد باشا المسيطر على التهائم فتوقف الأخير عن إمداد رضوان باشا المسؤول عن المرتفعات، وتزايدت الخلافات بينهم لدهاء الإمام الزيدي المطهر فعُزل رضوان باشا وعُين حسن باشا بديلا عنه عام 1567. انتهز المطهر الفرصة ليجتاح صنعاء وساندته قبائل الجوف البدوية وراسل المطهر أمير بعدان فهاجموا القوات العثمانية وحوصر مراد باشا في ذمار. تمكن مراد باشا من الهرب وبقي معه خمسين من المشاة فاعترضته القبائل وقطعت رؤوسهم وأرسلتها إلى المطهر بن يحيى شرف الدين في صنعاء عام 1567

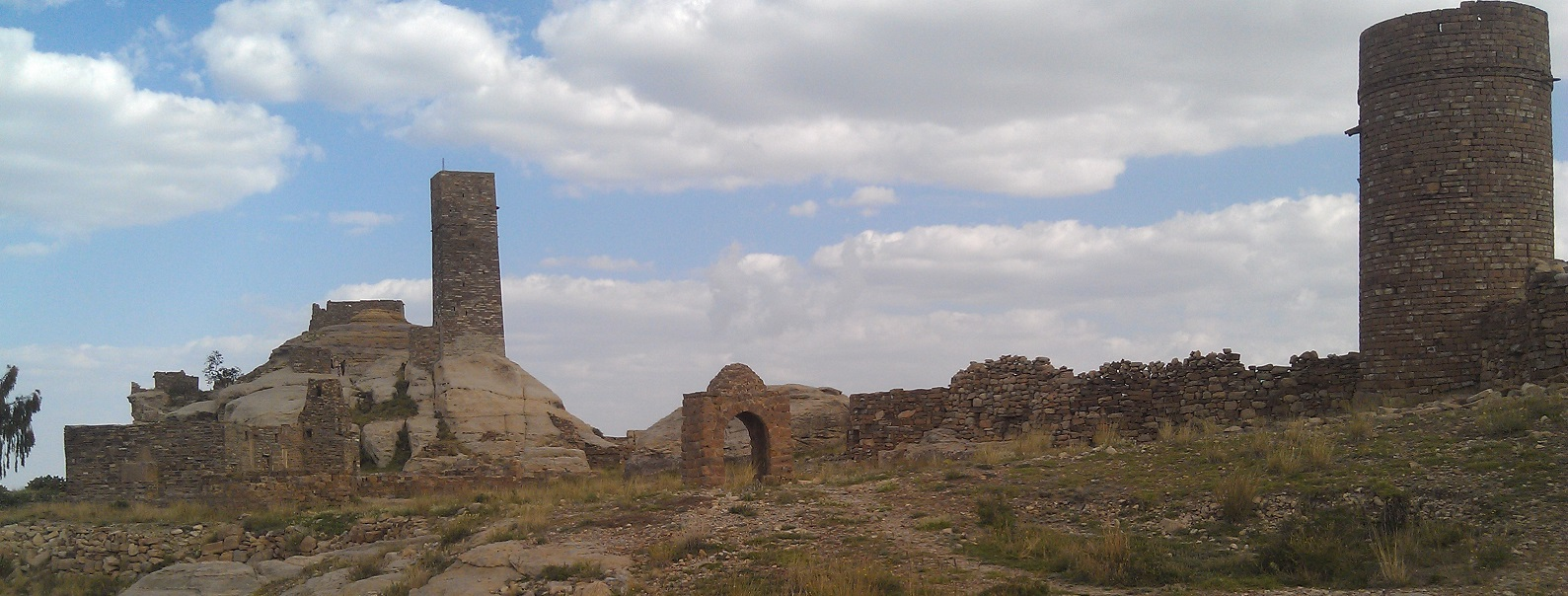
أحد حصون ثلا في عمران حيث تحصن المطهر بن يحيى شرف الدين

بعد مقتل مراد باشا وفناء غالب الجيش العثماني في اليمن، أمر الباب العالي اللالا مصطفى باشا بالتوجه إلى اليمن، رفض في البداية ولم ينصاع إلا بعد أن رأى غضب السلطان  توجه لالا مصطفى باشا إلى مصر وحاول جمع القوات إلا أن الجيش التركي في مصر رفض التوجه إلى اليمن، فأرسل اللالا مصطفى باشا اثنان من جواويش مصر برسالة يعرضان على المطهر الصلح ويأمرانه بالطاعة بل طالبوه بالاعتذار والقول أنه لم يأمر بأي عمل ضد القوات العثمانية. خاض العثمانيون ثمانين معركة مع الزيدية توجت بمقتل مراد باشا قرب ذمار، ولكن كان الأتراك في أوج قوتهم ولم يكونوا على إستعداد لتقبل الهزيمة المهينة بسهولة فأرسلوا قوة جديدة بقيادة سنان باشا، قائد عثماني بارز من أصل ألباني، لإعادة السيطرة العثمانية على اليمن عزل السلطان سليم الثاني اللالا مصطفى باشا لتقاعسه عن السفر إلى اليمن بنفسه وأمر باعدام عدد من أمراء السناجق في مصر وولى سنان باشا مقاليد الوزارة على أن يتوجه بكامل العسكر التركي في مصر إلى اليمن قدم سنان باشا من مصر ونزل مكة ومر بجيزان وزبيد وخلص عدن وتعز وإب من أتباع المطهر ثم حاصر شبام كوكبان لسبعة أشهر انتهت بتوقيع هدنة. توفي الإمام المطهر عام 1572 ولم يتحد الزيدية عقب وفاة إمامهم فتقاتل أبناء المطهر مع الحسن بن علي بن داود فاستغل العسكر الانقسام وتمكن العثمانيون من اقتحام صنعاء وصعدة ونجران عام 1583 بدعم من الإسماعيلية المناهضين للزيود  تحصن الحسن في شهارة وتم اعتقاله عام 1585 وسُجن في صنعاء ثم نُقل إلى تركيا ومات فيها.

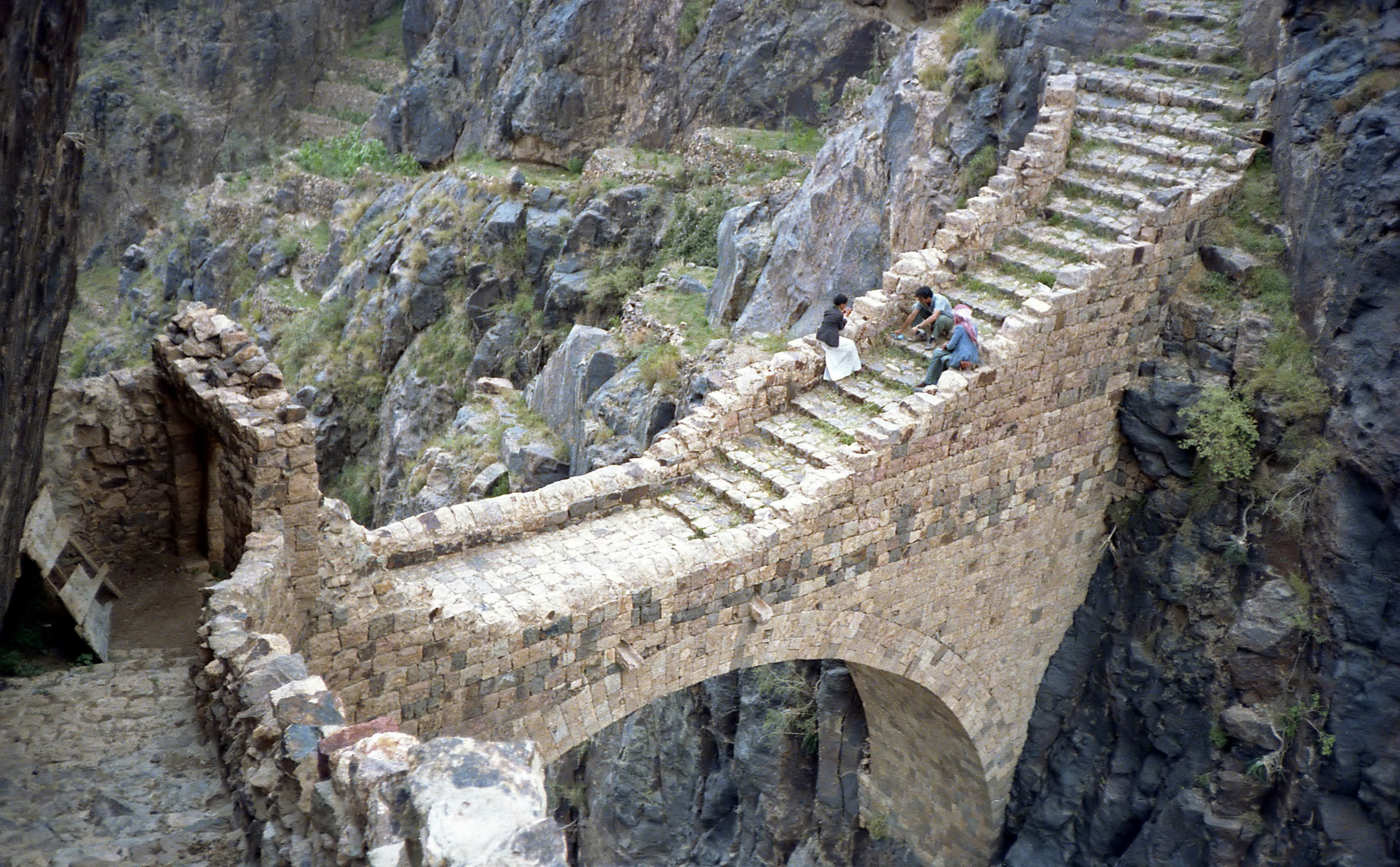
جسر قديم بين جبلين في شهارة، أحد حصون الأئمة الزيدية

لم تكن هناك قيادة سياسية موحدة في المرتفعات عقب اعتقال الإمام الحسن بن علي بن داود ونفيه إلى تركيا، فعرض تلاميذ الفقيه المنصور بالله القاسم عليه الإمامة في صنعاء. رفض في البداية ولكن تزايد الترويج للمذهب الحنفي على حساب الزيدية أغضب الإمام المنصور بالله القاسم فتوجه لأرياف صنعاء وبدأ بحشد الأنصار لقتال العثمانيين في سبتمبر 1597 وهو نفس العام الذي افتتحت فيه السلطات العثمانية جامع البكيرية في صنعاء. قاد الإمام المنصور بالله حملات عديدة على القوات العثمانية حتى وفاته في فبراير 1620. خلفه ابنه المؤيد بالله محمد الذي استعاد المرتفعات وصبيا وأبو عريش واتفق مع شيخ قبلي من أبين على محاصرة لحج وعدن وبحلول عام 1627 كان معظم اليمن باستثناء الموانئ، قد تخلص من حكم العثمانيين. تمكن الإمام المؤيد استعادة زبيد عام 1634 وأعطى الإمام المؤيد للعثمانيين فرصة الانسحاب سلميا من المخا آخر معاقل العثمانيين. والسبب الرئيس لنجاح الإمام المؤيد كان كان تعلم القبائل استخدام الأسلحة النارية. ووحدتها خلف بيت القاسم إذ تمكن المؤيد من اقناع القبائل أنه وأسرته الذين يستحقون الإمامة. ويعد والده الإمام المنصور القاسم مؤسس ماعٌرف بـ«الدولة القاسمية» ويمكن اعتبارها أقوى دول الإمامة الزيدية 
في مارس 1632، أرسل الإمام المؤيد بالله جيشا للسيطرة على مكة، قتل الجيش المكون من ألف مقاتل  شريف  مكة واقتحموا المدينة ونسب العثمانيون لهم عدد من الفظائع. لم يكن الأتراك مستعدين لخسارة مكة المكرمة بعد اليمن فأرسلوا قوة كبير من مصر لتخليص مكة من الزيدية. انسحب الزيدية أو  العربان  وفقا للعثمانيين ناحية وادي فاطمة للفارق العددي بينهم وبين جيش الأتراك. توجه الأتراك نحو الآبار التي تزود اليمنيين بالمياه وغمروها، كانت خطة ناجحة فقد خلالها جيش الإمام المؤيد مئتي مقاتل من العطش. استسلم الزيدية في النهاية ووافق خليل باشا على عودتهم إلى اليمن ولكنه أعدم أربعة من قادة الجيش.

### الأئمة الزيدية

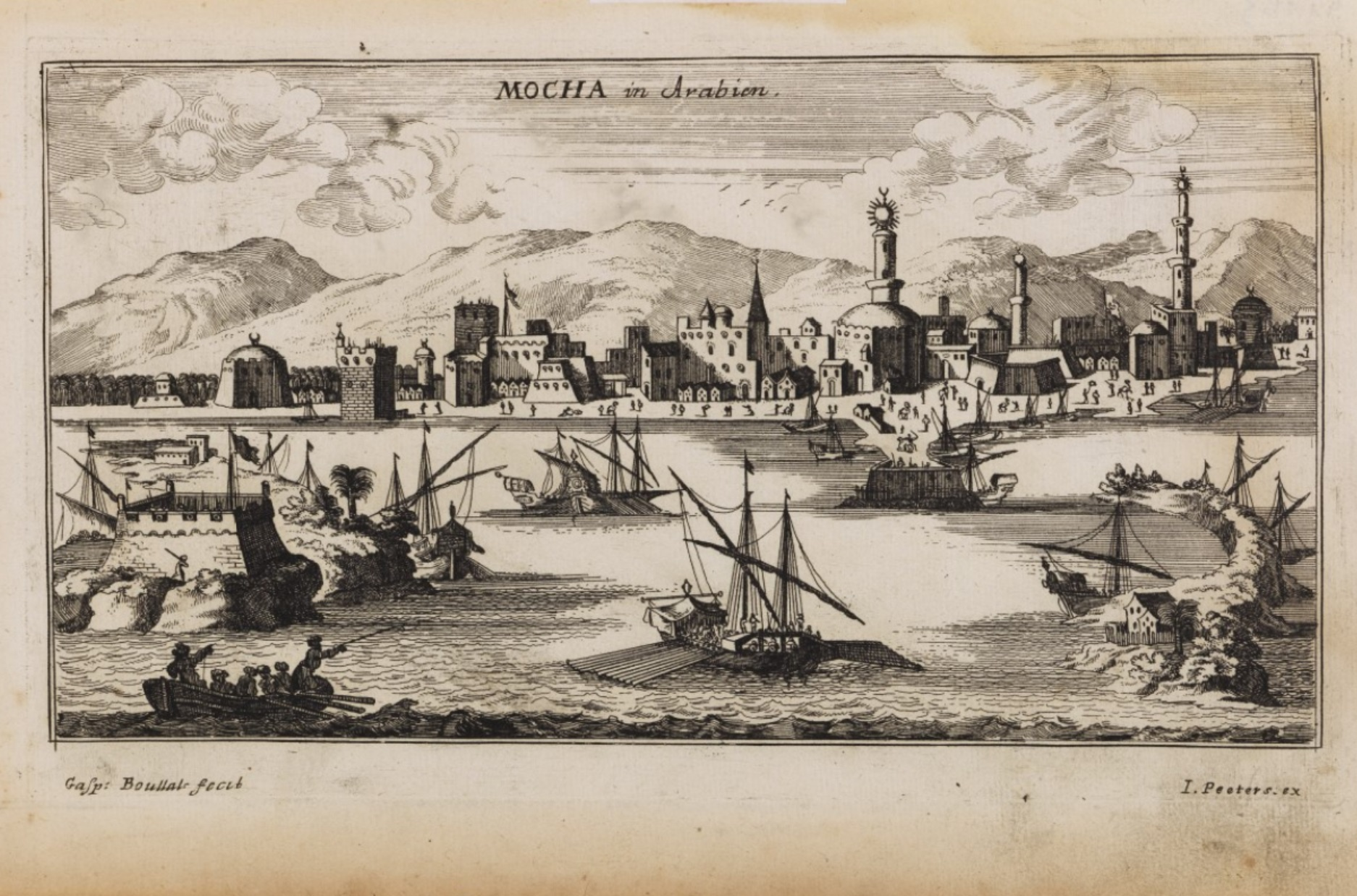
ميناء المخا عام 1692، كان من أهم الموانئ ومن خلاله عرف العالم القهوة

توفي الإمام المؤيد بالله بن القاسم عام 1644 واقتتل أبناء الإمام المنصور بالله القاسم على الإمامة حتى انتزعها المتوكل على الله إسماعيل بن القاسم في نفس العام وتوجه إلى عدن ولحج وأبين وطرد بقية الجند العثماني فيها وسيطر على عسير  وحضرموت وظفار عام 1654  وتمكنت اليمن من توطيد علاقات تجارية مع إمبراطورية مغول الهند وكانت مدينة سورات الهندية الشريك التجاري الأكبر وتبادل البعثات الدبلوماسية مع السلطان العثماني في جدة وعباس الثاني الصفوي في إيران  وإثيوبيا كذلك أرسلت ثلاث بعثات ولكنها لم تتطور لحلف سياسي ضد العثمانيين كما أراد الإمبراطور فاسيليداس للضعف الذي أصاب أباطرة إثيوبيا وظهور اقطاعيين اقوياء في بلادهم.
توفي إسماعيل بن القاسم عام 1676 وخلفه ابن اخيه أحمد بن الحسن بن القاسم بعد نزاع مع ابن عمه على الإمامة. لم تستطع الدولة القاسمية الحفاظ على ماأنجزه الإمام إسماعيل بن القاسم لأكثر من ثمانين سنة لعدة أسباب:
- قيام الأئمة بتعيين أقاربهم على المناصب الإدارية، بمرور الوقت تحول جزء كبير من أرجاء البلاد إلى إقطاعيات شبه مستقلة.
- لم تتبع طريقة الخلافة قانونا واضحاً. فعقب وفاة كل إمام، يجمع أبنائه وأبناء عمومتهم أنصارهم من القبائل ويتقاتلون على المنصب وهو ما أضعف الدولة كثيراً وسمح لزعماء الإقطاعيات بالإستقلال.

كانت الدولة القاسمية غير مركزية واتسمت هذه الفترة بنشاط تجاري كبير وبالذات في المخا واللحية وغيرها من الموانئ في تهامة اليمن. وفي هذه الفترة كذلك، ظهرت الزعامات القبلية البارزة في اليمن اليوم وأبقت عائلات زيدية أرستقراطية أخرى على مكانتها إلى جانب بيت القاسم مثل بيت شرف الدين على سبيل المثال، كانوا يحكمون بشكل مستقل تقريباً منطقة واسعة غرب صنعاء رغم وجود القاسمية، وكانت أجزاء من عسير من فترة طويلة قبل القاسمية ضمن نفوذ سلالة الإمام عبد الله بن حمزة. كانت دولة إقطاعية كالإقطاعيات في أوروبا خلال العصور المظلمة يتحكم فيها أمراء محليون بشؤون مناطقهم بشكل شبه مستقل كمعظم تاريخ اليمن وشبه الجزيرة بشكل عام وانتهى بها المطاف للتفكك حتى عودة العثمانيين عام 1872.

### الإنجليز والنواحي التسع

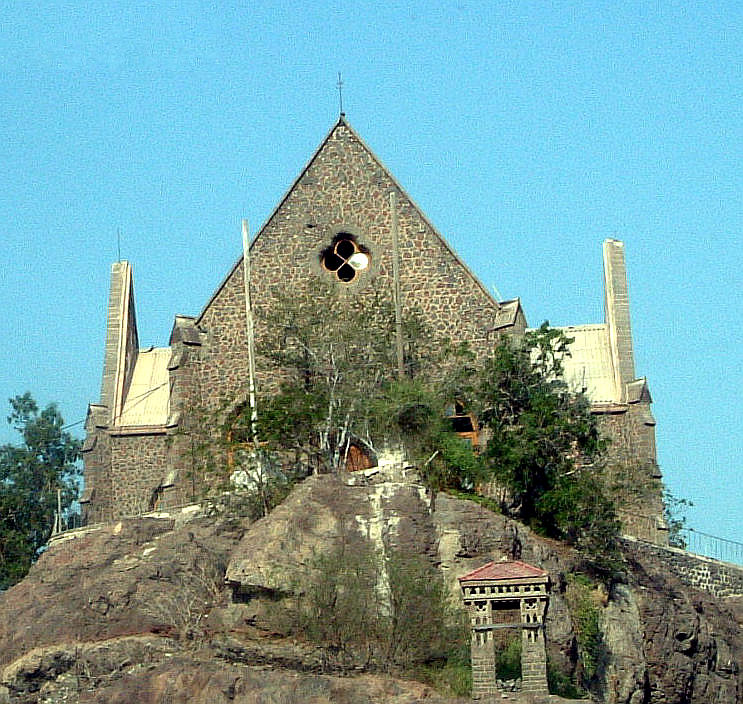
المجلس التشريعي في عدن، بناه الإنجليزي في القرن التاسع عشر على أنه كنيسة القديسة ماري، ثم تم تحويله إلى مقر المجلس التشريعي في الستينات، وهو متحف حالياً

في القرن الثامن عشر، تمكن عامل لحج المعين من الأئمة من الاستقلال بالمدينة والسيطرة على عدن عام 1740 فكانت تلك بداية سلطنة لحج وقامت قبائل يافع العليا (بني هرهرة) بمهاجمة إب واستقل شريف أبو عريش بالمخلاف السليماني، وتوقف آل كثير في حضرموت عن ترديد أسماء الأئمة الزيدية في خطب الجمعة في النصف الثاني من القرن الثامن عشر، ورغم هذا استمر الأئمة بالقتال فيما بينهم على الإمامة سيطرت سلطنة لحج على عدن ودخلت في عدة صراعات مع القبائل المجاورة، فهاجمها آل فضل والعوالق ويافع 
وقع سلطان لحج على معاهدة مع الإنجليز مطلع القرن التاسع عشر، واستولى الإنجليز على عدن عام 1839 بقيادة الكابتن ستافورد هاينز مطالبين بتعويضات من السلطان عن نهب حل بباخرة تابعة لهم. كان الإنجليز يبحثون عن مستودع للفحم لإن الرحلة من السويس إلى بومباي كانت تتطلب 700 طن من تلك الصخور. لم تكن عدن وجهة الإنجليز الأولى بل أرادوا السيطرة على المخا
كان الإنجليز يدفعون المرتبات السنوية لمشايخ القبائل المحيطة بعدن، أول القبائل التي عاهدت الإنجليز كانت قبيلة لحجية اسمها  العزيبي  وتبعتهم قبائل مجاورة مثل يافع والحواشب وغيرهم. كانت المرتبات السنوية تافهة ولا تتجاوز مئة ريال كحد أقصى  وكان سلطان لحج يتلقى ستة آلاف ريال سنويا منهم. إلى الغرب من عدن، تواجدت الصبيحة وهم قبيلة بلغ تعدادهم عام 1919 عشرين ألف مسلح ولكنهم كانوا بلا شيخ يجمع شملهم ويجاورهم القطيبي والحواشب والعقارب. وكان هناك العوالق وهي أفقر هذه القبائل وأكثرها توحشا ولكنها أكثرها قوة كذلك. الكيان الوحيد الذي كان مستقراً ويتمتع بمنظومة حكم مستقلة إلى حد معقول ومستفيداً من تواجد الإنجليز في عدن كان سلطنة لحج. فالعبادلة كانوا أثري هذه القبائل وأقلها جنوحا إلى العنف.
كانت السلطنة تستفيد من أراضيها الزراعية الخصبة فتجمع الضرائب من المزارعين والحرفيين واستفادت كثيراً من إعلان البريطانيين عدن منطقة حرة عام 1850. دعم الإنجليز السلطنة لقمع أي تمرد من القبائل وازدادت طموحات سلاطين لحج فأرادوا الإستيلاء على تعز عام 1870 ولكن لم يكتب لخطتهم تلك النجاح. انتعشت عدن من جديد بعد ثلاثمائة سنة من الركود واستوطنها تجار يهود وبارسيون وهنود. حضرموت كانت بعيدة عن التأثير الإنجليزي ولم يقم سلاطينها معاهدة مع الإنجليز إلى العام 1919.

### عودة العثمانيين

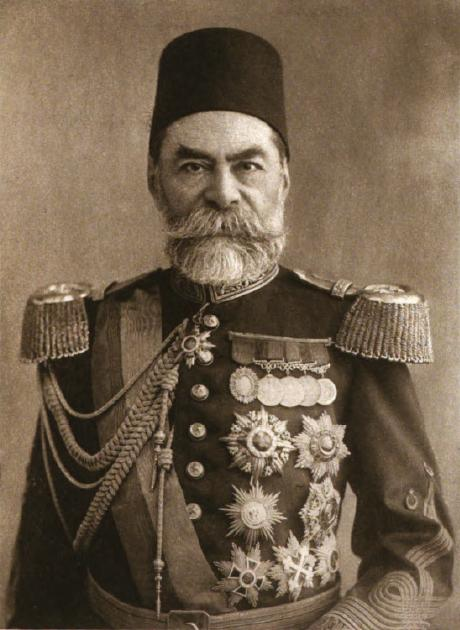
والي اليمن أحمد مختار باشا

عاد العثمانيون من جديد وسقط ماتبقى من دولة القاسمية وأسسوا ولاية اليمن عام 1872 والتي ضمت نفس مناطق إيالة اليمن السابقة باستثناء المناطق الجنوبية. حاول العثمانيون ضم صنعاء للمرة الأولى عام 1849 ولكنهم تعرضوا لخسائر فادحة. والحقيقة أن العثمانيين سيطروا على مدن في تهامة وطلب تجار من صنعاء منهم السيطرة على المدينة، والسبب في ذلك كان يأسهم من قدرة مشايخ القبائل والأئمة الزيدية على فرض الأمن فرأى أولئك التجار في العثمانيين طرفا محايداً لفرض الأمن بين تلك القبائل والأئمة المتنازعين، بالإضافة لإدراكهم أن العثمانيين سيصبحون زبائنهم ماستتب الأمن في البلاد. مثل دخولهم الأول، سيطر العثمانيون على تهامة أولاً وتعلموا من تجربتهم السابقة فعملوا على ماأسموه  تطوير اليمن  فأدخلوا المطابع وبنو المدارس بل عملوا على علمنة المجتمع اليمني. في نفس الوقت، كان الفساد مستشريا في الولاية والسبب في ذلك هو أن معظم المسؤولين العثمانيين كانوا يتحاشون الذهاب إلى اليمن فأسوأ جنرالات الأتراك تم إرسالهم إلى البلاد.
كان العثمانيون يسيطرون على المدن الرئيسية ولم يستطيعوا إحكام سيطرتهم على الأرياف حيث القبائل. اقترح أحمد عزت باشا العودة إلى تهامة وعدم التوغل في المرتفعات، ولعب دور الوسيط بين القبائل عوضاً عن إنهاك العسكر في معارك مستمرة غير مجدية ضدهم. كان العثمانيون حريصين على كسب ولاء القبائل ضد الإنجليز لإن كلا الطرفين كان يحاول استمالة مشايخ القبائل إلى جانبه ودعمه ليخوض حروبا بالوكالة ضد الآخر. ولكن لم يكتب لخططهم النجاح فقد تمكن الزيدية من إشغال العثمانيين وأفشلوا كل المخططات العثمانية لإخضاعهم.
في الفترة مابين 1904 ـ 1911 بلغت خسائر العثمانيين عشرة آلاف جندي وخمسمائة ألف جنيه استرليني في العام الواحد. كان سكان المدن في اليمن يؤيدون العثمانيين ولكن اضطرت الدولة للاستسلام للإمام يحيى في النهاية عام 1911 لإن مشايخ القبائل في المرتفعات الشمالية كانوا يهاجمون الاتراك باستمرار. كانت الاتفاقية بين الأتراك والإمام يحيى هدنة ولم يرحلوا بالكلية بعد ولكن كان الإمام يحيى حميد الدين يحكم المرتفعات الشمالية فعلياً. نصت الإتفاقية على أن يحكم الإمام المرتفعات الشمالية/الزيدية حكما ذاتياً ويبقى الأتراك في المناطق الشافعية أي المناطق الوسطى من الجمهورية اليوم. وبقيت عدن محكومة من الإمبراطورية البريطانية.

### المملكة المتوكلية اليمنية

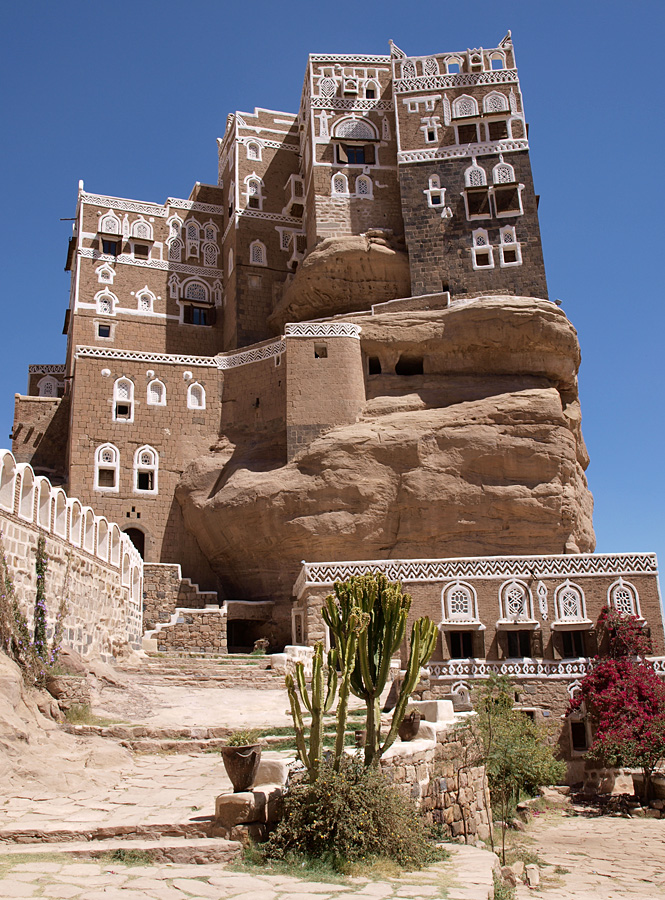
دار الحجر كان منزلا للإمام يحيى حميد الدين قرب صنعاء

كان يحيى حميد الدين المتوكل إماما على الزيدية في اليمن وبخروج العثمانيين أراد الإمام توسيع نفوذه ليشمل كامل اليمن ويعيد إحياء ملك أجداده القاسميين. ولم يعترف بالمعاهدة الأنجلو العثمانية بترسيم الحدود الذي قسم اليمن لشمال وجنوب. عام 1915، وقع الأدارسة في عسير على معاهدة مع الإنجليز لقتال الأتراك وفي المقابل، تضمن لهم استقلالهم فور انتهاء الحرب العالمية الأولى. قضى الإمام يحيى حميد الدين السنين الأولى بعد خروج العثمانيين يحاول التوسع واستعادة «الدولة القاسمية». توجه الإمام جنوباً 1919 واقترب خمسين كيلومتراً من عدن بسهولة فقصف الإنجليز جيش الإمام بالقنابل واضطر للتراجع، وأسرع الإنجليز نحو الساحل التهامي وسيطروا على الحديدة ثم سلموها لحليفهم الإدريسي في عسير عام 1920، فكافئوا صديقاً بمعاقبة عدو. وأخذ الإنجليز بالتوسع وضم المشيخات المتعددة المحيطة بعدن لحمايتها، كان إجراء احترازياً لمنع الأئمة الزيدية من اقتحام عدن أكثر من كونها رغبة منهم بضم المشيخات الصغيرة للإمبراطورية.
هاجم الإمام يحيى حميد الدين الحديدة بقوة من القبائل في المرتفعات غالبهم من حاشد. عدد من الأضرحة الصوفية لمن اعتبرهم سكان تهامة أولياءاً صالحين، سويت بالأرض بأمر من الإمام الزيدي. ثم توجه نحو صبيا وحاصر الإدريسي واقتحمت قوات الإمام جيزان وعسير ونجران عام 1926 عرض الإدريسي على الإمام يحيى الاتحاد وإنهاء النزاع شريطة اعتراف الإمام به وبأسرته حكاماً على عسير، رفض الإمام يحيى العرض وأصر على إخراج الأدارسة من اليمن لدرجة أنه شبههم بالإنجليز في جنوبه. توجهت قوات الإمام جنوباً للمرة الثانية ومابين 1926 ـ 1928 شنت عدة غارات على المحمية حتى قصف الإنجليز تعز وإب بالطائرات كبدت قوات الإمام خسائر فادحة. كانت الإمبراطورية الإيطالية أول من اعترف بالإمام يحيى ووصفته بملك اليمن، الاعتراف به ملكا على اليمن أقلق البريطانيين في عدن لإنه يضفي شرعية لمطالب الإمام بمحمية عدن، لإن اليمن هو اسم منطقة جغرافية في شبه الجزيرة العربية مثل إقليم البحرين والحجاز، يبدأ من شمال عسير وحتى ظفار فوصف الإمام يحيى حميد الدين بـ«ملك اليمن» يعني انه ملك على كل هذه المنطقة ولكنه لم يكن، فغضب الإنجليز لهذا الاعتراف لإنه أضفى نوعاً من الشرعية على مساع الإمام.

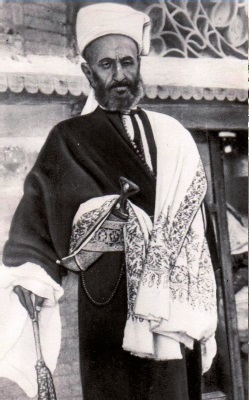
الإمام عبد الله الوزير، قائد ثورة الدستور 1948.

توجه الأدارسة إلى ابن سعود وعرضوا عليه نفس العرض الذي عرضوه للإمام يحيى عام 1927، لم يخسر الأدارسة هدية البريطانيين الحديدة فحسب بل خسروا استقلالهم كذلك وارادوا البقاء بأي وسيلة كانت حتى لو كانوا تابعين. ألح البريطانيون على ابن سعود الإستيلاء على عسير وبحلول عام 1930 نصب ابن سعود حاكماً سعودياً على المنطقة. كان من مصلحة البريطانيين اختفاء الإدريسي كلاعب مؤثر في المنطقة وإلغاء المعاهدة التي تمت بينهم عام 1915، كانت عسير دويلة حاجزة أنشأها الإنجليز أساساً ولم يكن البريطانيون مستعدين لإستيلاء الإمبراطورية الإيطالية عليها واحتكار حق التنقيب عن النفط في جزر فرسان. قاد الأدارسة تمرداً ضد السعوديين عام 1932 والتحقوا بالإمام يحيى حميد الدين، قمعت السعودية ثورة الأدارسة عام 1933 واقتحمت قوات المملكة المتوكلية اليمنية عسير ونجران مطالبين بعودة الحكم للأدارسة ولم تثمر المفاوضات بين الطرفين. قامت الحرب السعودية اليمنية بين مارس ومايو 1934 وحاكى ابن سعود البريطانيين فلم يوجه قواته نحو المرتفعات الشمالية بل توجه مباشرة نحو الساحل التهامي. توقفت المعارك بتوقيع معاهدة الطائف التي نصت على تأجير عسير وجيزان ونجران لابن سعود على أن يتم تجديدها كل عشرين سنة قمرية. استعجل الإمام يحيى بتوقيع المعاهدة لإن ابن سعود كان يفتقر للإمكانيات اللازمة لإستمرار الحرب أصلاً، وكان يخشى تمرداً جديداً من الإخوان وتفتقر قواته للخبرة في المعارك الجبلية لذلك توجه مسرعاً نحو تهامة إذ كان بإمكان الإمام يحيى أن يفعل مثلما فعل أسلافه مع الأتراك، إستدراجه للمرتفعات الشمالية حيث القبائل القوية وتحويلها لمقبرة أخرى للغزاة وفق تعبير برنارد رايخ بروفسور العلوم السياسية والعلاقات الدولية بجامعة جورج واشنطن المعاهدة ألبت الطبقة الثرية على الإمام يحيى، مصداقية الإمام يحيى وشرعيته كحاكم تأثرت كثيراً أمام النخب السياسية اليمنية بمن فيهم أبناء الإمام نفسه.
أسس الإمام يحيى حميد الدين حكماً ثيوقراطيا. وتبنى سياسة انعزالية خوفاً من أن تسقط بلاده لسلطة القوى الإستعمارية المتحاربة عقب الحرب العالمية الأولى وكذلك لإبعاد المملكة عن التيارات القومية التي ظهرت في المنطقة العربية تلك الفترة. قاد الإمام عبد الله الوزير بمساعدة من بعض أفراد الأسرة المالكة وحزب الأحرار اليمنيين ماسمي بثورة الدستور عام 1948 والتي قُتل خلالها الإمام يحيى حميد الدين وأُختير عبد الله الوزير «إماماً دستورياً». شن أحمد حميد الدين ثورة مضادة وتمكن من اخماد ثورة الدستور وإعدام عبد الله الوزير ورفاقه. في عام 1955 قام المقدم العائد من العراق أحمد بن يحيى الثلايا بالانقلاب على الإمام أحمد حميد الدين وحاصر قصره في تعز لعشرة أيام. فتوجه الأمير محمد البدر حميد الدين للمرتفعات الشمالية وجمع الأنصار وهاجمت القبائل تعز وأفشلت الانقلاب وأُعدم أحمد يحيى الثلايا.
انقلاب الثلايا جعل الإمام أحمد حميد الدين يعيد النظر في السياسة الانعزالية التي تبناها والده فقام بإصلاحات صورية لسحب البساط من تحت أقدام من سماهم «بالحداثيين». لإن الإمام لم يقم دولة وطنية حيث بقي يتمتع بسلطات مطلقة لا يحدها شيء وفي الثورات المتعاقبة ضد حكمه، كان أبناء عائلته يتأمرون ضده كذلك، حتى ابنه محمد البدر خطط لاغتياله. كان الدعم التقليدي للأئمة الزيدية يأتي من المرتفعات الشمالية دائماً ولكن قبائل المرتفعات الشمالية أكثر تعصباً ونزعة للإستقلال عن السلطات المركزية، فرغم ولائهم المذهبي للأئمة الزيدية إلا أنها كانت أشبه بدويلات صغيرة لديها أراضيها، وحلفائها وزعمائها السياسيين (المشايخ) ومصالحها الخاصة. القبائل قبلت بدور الأئمة كزعماء دينيين لا سياسيين، لذلك فإن محاولات الأئمة الزيدية لإنشاء حقل سياسي لم تكن مستدامة سواء في القرن السابع عشر خلال ماسمي بالدولة القاسمية أو المملكة المتوكلية في القرن العشرين.

### محمية عدن

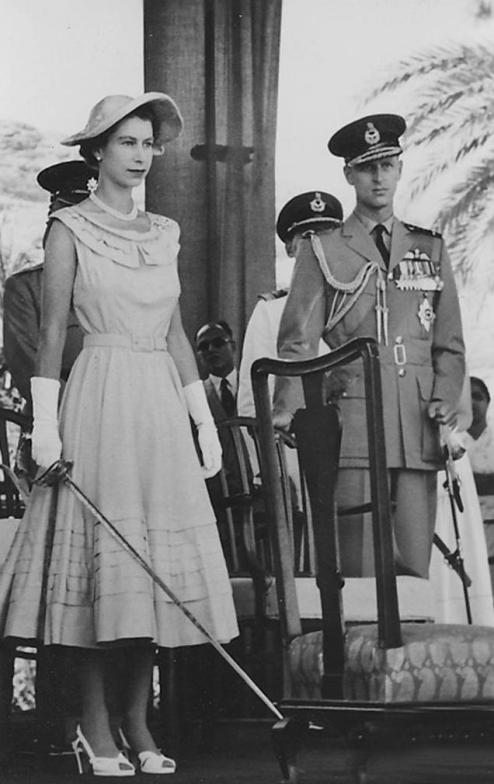
الملكة إليزابيث في عدن عام 1954، تحمل بيدها سيفا لتكريم الفرسان على الطريقة الإنجليزية

منذ 1890، بدأ العديد من العمال من المشيخات المحمية بالإضافة لأبناء الحجرية من تعز والبيضاء بالعمل في عدن كحمالين في الموانئ أو معبدين لطرق وغيرها من الأعمال التي لم تعمل بها النخبة البرجوازية من البارسيين والإنجليز وغيرها من القوميات التي استوطنت عدن عقب اعلانها منطقة حرة وساهم أبناء الحجرية في تغليب كفة العرب على الهنود الذين كانوا أغلب سكان المدينة. عقب الحرب العالمية الثانية، شهدت عدن حركة اقتصادية متنامية وأصبحت ثاني موانئ العالم نشاطاً بعد نيويورك. وظهرت الإتحادات العمالية واستطاعت استقطاب أعداد كبيرة من العمال، لم يكن هولاء العمال يتمعتون بنفس الامتيازات التي تميز بها مواطني عدن   ولكنهم تغلبوا عليهم بالتعداد وبدأت الحركات المعادية للإستعمار الإنجليزي بالظهور عام 1943. لإن المواطنين العدنيين كانوا يتمتعون بحقوق وامتيازات لم يتمتع بها سواء رعايا المشيخات المحمية أو عمال الحجرية. وأسس محمد علي لقمان أول نادٍ للأدب العربي وأول مدرسة عربية في عدن وكانت مجموعة محمد علي لقمان أول من بدأ بالتنظير للوحدة اليمنية 
كانت محمية عدن مقسمة إلى قسمين محمية غربية وشرقية بهما ثلاث وعشرين سلطنة وإمارة وعدة قبائل بدوية كانت مستقلة تماماً عن تأثير السلطنات، علاقتهم بالإنجليز كانت توفير الحماية والتحكم الإنجليزي المطلق بالعلاقات الخارجية وسلطان سلطنة لحج هو الوحيد الذي كان يشير إليه الإنجليز  بجلالة السلطان  أنشأ الإنجليز ماعُرف بإتحاد إمارات الجنوب العربي لإبعاد عدن عن موجة القومية العربية التي اجتاحت المنطقة وتحد من مطالب الاستقلال بتوفير المزيد من السلطات والحريات للمشيخات والحفاظ على المصالح الإنجليزية في عدن. ففكرة «الجنوب العربي» هذا هي فكرة إنجليزية أولا وأخيراً لعزل عدن وخلق كيان معتمد على بريطانيا.
كان سلطان سلطنة لحج المرشح الأفضل لرئاسة الاتحاد في نظر الإنجليز ولكن محاولات الإنجليز بضم عدن إلى الاتحاد المقترح بائت بالفشل. في حين كان الإنجليز ينسحبون من مستعمراتهم حول العالم، كانت المنطقة الممتدة من عدن مروروا بعمان وولايات الساحل المتصالح إستراتيجية للإنجليز ولم تبدوا بوادر أنهم كانوا بصدد التخلي عنها. رفضت المشيخات في المحمية الشرقية الانضمام للإتحاد المقدم من الإنجليز. خلال الجدل بشأن مستقبل عدن وتواجد الإنجليز، قاد عبد الله السلال وعلي عبد المغني انقلاباً ضد الإمام محمد البدر حميد الدين في 25 سبتمبر 1962 وإعلان الجمهورية العربية اليمنية في 26 سبتمبر من نفس العام وهو ماجعل الرأي العام في جنوب اليمن يميل لصالح القوى القومية وزادهم إصراراً على طرد الإنجليز . فانشقت الجبهة القومية للتحرير بقيادة قحطان الشعبي عن  رابطة الجنوب العربي  وبدأ الشعبي جمع التأييد لإسقاط المشيخات، وطرد الإنجليز والوحدة مع الجمهورية العربية اليمنية. معظم تأييد الجبهة القومية للتحرير كان قادماً من ردفان ويافع. فشن الإنجليز حملة اسموها (إنجليزية: Operation Nutcracker) احرقت ردفان بالكامل في يناير 1964

## الدول الحديثة المستقلة

### اليمن الشمالي

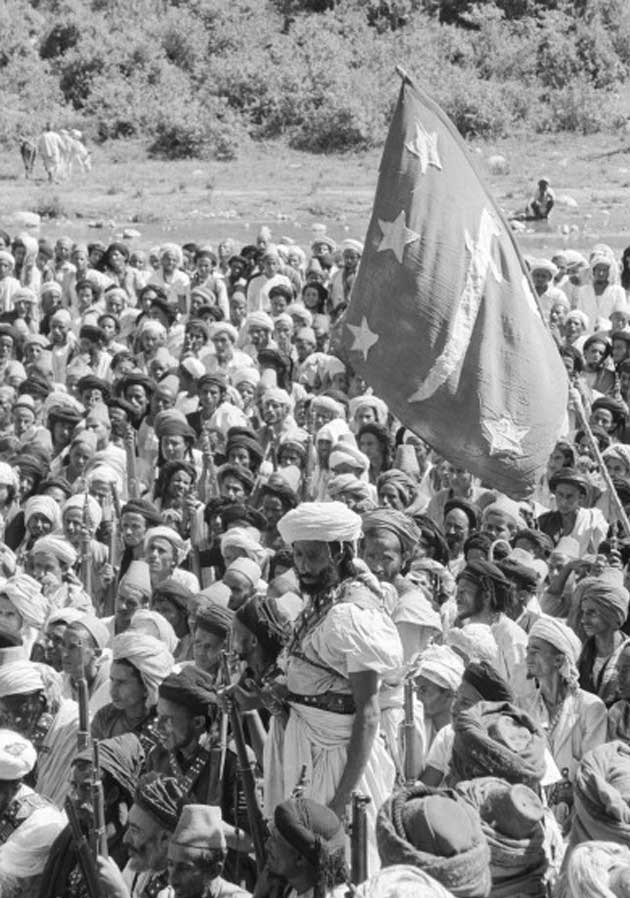
تجمع قبلي للموالين للإمامة عام 1962

تحول انقلاب عبد الله السلال إلى حرب أهلية عُرفت بثورة 26 سبتمبر وأرسل جمال عبد الناصر ألف مقاتل مصري في 5 أكتوبر 1962 كلفتة رمزية على تأييد القيادة المصرية للانقلاب. سقوط الإمامة في شمال اليمن لم يكن متوقعاً من أحد وصدم الأنظمة الملكية المحافظة في المنطقة، فرأى جمال عبد الناصر في الانقلاب فرصة لإنجاح مشروع القومية العربية. كان الإمام أحمد يعتمد على القبائل الزيدية لتثبيت حكمه مثل من سبقه من الأئمة ولكن في نفس الوقت، كان يريد أن ينهي إستقلاليتهم فأعدم شيخان من حاشد وآخر من خولان مما أثار حفيظة القبائل في المرتفعات ودفعها لتأييد الجمهوريين هرب الإمام محمد البدر وتوجه للمرتفعات ومعظم التأييد للإمام كان قادما من صعدة وحجة بصورة رئيسية بالإضافة لمناطق أخرى بدرجة أقل. كان الجمهوريون يسيطرون على البلاد وبدأ أنصار الإمامة الزيدية بشن حرب عصابات ضد الجمهوريين والقوات المصرية التي بلغت عشرين ألف مقاتل في فبراير 1963 بقيادة عبد الحكيم عامر.
تدخلت السعودية لإسقاط الجمهورية الناشئة بدعم القبائل الزيدية في المرتفعات وتوجه فيصل بن عبد العزيز إلى الولايات المتحدة يخبرهم أن النظام الجمهوري في اليمن لن يصمد دون تدخل خارجي من الإتحاد السوفييتي لإستمالة الأميركيين ضد الجمهورية. وبالفعل كان الإتحاد السوفييتي أول دولة تعترف بالجمهورية العربية اليمنية ولكن الاعتراف الأميركي بالجمهورية أتى في 19 ديسمبر 1962 ونصح جون كينيدي السعودية والأردن باجراء إصلاحات داخلية  لتجنب مصير الإمام  على حد تعبيره، وطالب البريطانيين بالاعتراف بالجمهورية حتى يؤمنوا موقعهم في عدن، وهو طرح لقي قبولاً من لندن ورفضته الإدارة الإنجليزية في عدن.
كانت السعودية تدعم  الملكيين  بالأموال لشراء الولاءات القبلية وبالأسلحة الخفيفة مثل البنادق والقنابل اليدوية، تدخل إسرائيل وبريطانيا في الحرب نقلها لمستوى آخر. حشد البريطانيون آلاف من المرتزقة من مختلف أرجاء أوروبا ودعموهم بأسلحة متطورة للقتال إلى جانب  الملكيين . خوض الجيش المصري لحرب عصابات في مرتفعات اليمن يعد نقطة إستراتيجية لصالح إسرائيل بالإضافة لعدم رغبتها بقيام نظام معادي للدولة العبرية ويسيطر على أهم ممرات العالم المائية كانت طائرات جيش الدفاع تعبر الأجواء السعودية وتلقي الأسلحة إلى اليمن، تتزود بالوقود في جيبوتي وتعود إلى إسرائيل وكان لأسلحتهم دور كبير في الحفاظ على المواقع الموالية للإمامة أمام الجمهوريين. ظهر دور إسرائيل كعامل موازن ضد تحقيق تقدم مصري في اليمن.

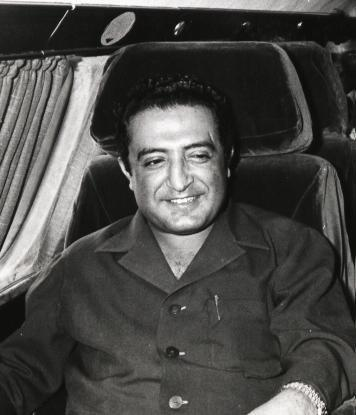
الرئيس إبراهيم الحمدي، الرئيس الثالث للجمهورية العربية اليمنية

لم تكن الفصائل المعادية للإمام موحدة فهناك من كانوا يعرفون أنفسهم بأنهم إسلاميين لا جمهوريين ولا ملكيين على حد تعبيرهم وهم مجموعة محمد محمود الزبيري وأحمد محمد نعمان. غادر محمد محمود الزبيري معسكر الجمهوريين واتجه إلى المناطق القبلية يبشر برؤيته لوقف الحرب والتوصل لمصالحة وطنية على أسس  إسلامية  لا جمهورية ولا ملكية وفق تعبير الزبيري، فأسس حركة حزب الله اليمنية ولكنه أُغتيل عام 1965. أما القبائل، فالثأر من بيت حميد الدين كان غايتهم ردا على إعدام الإمام أحمد حميد الدين لشيخين من حاشد وخولان. لم يهمهم نظام جمهوري أو إمامي يحكم، الذي فهموه هو أن هناك طرفان دوليان يتحاربان في اليمن، وكلاهما على إستعداد تام لدعم القبائل بالأموال والأسلحة لتمرير أجندته فأبقت زعامات قبائل المرتفعات القوية مثل حاشد وخولان على اتصالها مع المصريين وآل سعود على حد سواء. كانت فرصة ذهبية لهولاء المشايخ للثراء السريع والتسلح المجاني. عقب مقتل الزبيري، اتهمت القبائل الرئيس السلال والجيش المصري بتدبير عملية الاغتيال وهددوا باقتحام صنعاء لو لم يعين عبد الله السلال أحمد محمد نعمان رئيساً للوزراء. فقام أحمد محمد نعمان برد الجميل وعقد المؤتمرات القبلية وتواصل مع السعودية وبريطانيا وهو ماشكل فرصة ذهبية للملك السعودي فيصل لاختراق المربعات الجمهورية وكسب ولاء هذه الزعامات  فبدأ السعوديون بدعم هذا الطرف الثالث الغير جمهوري والغير ملكي أو  الإسلامي  كما كان يسمي نفسه لإن قيام دولة تابعة أفضل بكثير من عودة المملكة المتوكلية اليمنية التي لم يجمعها بالسعودية سواء العداء المشترك لجمال عبد الناصر.
عُزل عبد الله السلال في 5 نوفمبر 1967 وتولى عبد الرحمن الإرياني رئاسة الجمهورية العربية اليمنية وتوقفت المعارك رسمياً عام 1970 بعد اعتراف السعودية بالجمهورية وتوقفها الكامل عن دعم بيت حميد الدين، ولكن بعد صعود قوى لم تكن جمهورية ولا ملكية كما كانت تصف نفسها واستمر الدعم السعودي لهذه القوى بالأموال عن طريق  لجنة خاصة  رأسها سلطان بن عبد العزيز. انقلب المقدم إبراهيم بن محمد الحمدي على الرئيس عبد الرحمن الإرياني في 13 يونيو 1974 وسمى الحمدي انقلابه بحركة 13 يونيو التصحيحية. اتسمت فترة الرئيس إبراهيم الحمدي باصلاحات هيكلية للدولة الوليدة وإزالة تأثير التحالفات القبلية على الدولة. وعمل على تقوية العلاقات مع اليمن الجنوبي وعقد صفقات سلاح مع عدد من الدول وإعادة هيكلة الجيش اليمني وأراد لليمن أن يلعب دورا إقليمياً مستقلاً. هدف الحمدي من إعادة هيكلة الجيش كان بناء سلطة مركزية قوية تهيمن على القبائل الموالية للسعودية. إذ كان الرئيس الحمدي يعتبر المشيخات القبلية عائقاً أمام التنمية فعزلهم سياسياً وهو ماخلق له أعداء أقوياء منهم عبد الله بن حسين الأحمر. حاول عبد الله بن حسين الأحمر الإطاحة بالحمدي ولكنه لم ينجح وأغتيل الرئيس عام 1977 ولم يقدم مدبري الاغتيال لمحاكمة ولم يُكشف عنهم.

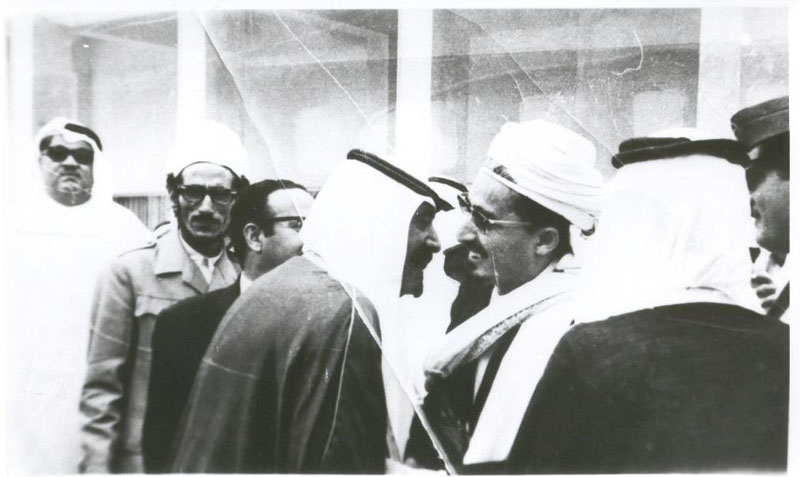
عبد الله بن حسين الأحمر مع عبد الله بن عبد العزيز آل سعود في سبعينيات القرن العشرين. كان مرتب الشيخ الأحمر 1.78 مليون دولار أميركي شهرياً

تولى أحمد بن حسين الغشمي الحاشدي رئاسة الجمهورية العربية اليمنية وقام بفصل حلفاء الحمدي أو نقلهم وتحميلهم مسؤوليات غير مهمة. وقام الغشمي بحل مجلس القيادة العسكرية، نُظر إلى حل المجلس على أنه عملية مقصودة لتقليص دور الشافعية في الحكومة الجديدة فتمرد عبد الله عبد العالم اعتراضا على حل المجلس ولكنه لم ينجح في حشد الأنصار وأوكل الغشمي لعلي عبد الله صالح مهمة قصف الحجرية في تعز. تم اغتيال الغشمي بعد ثمانية أشهر من توليه الرئاسة ليتولاها القاضي عبد الكريم العرشي لأقل من شهر. أصبح علي عبد الله صالح رئيسا للجمهورية العربية اليمنية عام 1978. علي بن عبد الله بن صالح السنحاني لم ينحدر من أسرة مرموقة فصعوده للسلطة كان بجهد شخصي منه وساعده أنه كان يد أحمد الغشمي اليمنى ومسؤولا عن قطاع واسع في المؤسسة العسكرية. عقب توليه الرئاسة، ولى سبعة من إخوانه في مناصب عليا للدولة منهم أخاه غير الشقيق علي محسن الأحمر واعتمد على أخاه الأكبر محمد عبد الله صالح الذي عُين وكيلاً لوزارة الداخلية اليمنية وكان أول قائد لقوات الأمن المركزي اليمني.
تغييرات بسيطة طرأت على شمال اليمن منذ سقوط الإمامة، بقيت القبائل مؤثرة وتعلم علي عبد الله صالح من  درس  إبراهيم الحمدي فلم يحاول إثارة غضب القيادات القبلية. الأئمة الزيدية شكلوا طبقة أرستقراطية دينية في شمال اليمن لعدة قرون، وهذه الأرستقراطية طورت طريقة عمل للتعامل مع هذه القبائل عندما تبدي تذمرها من سياسة الإمام، وهي إما ضرب هذه القبائل ببعضها البعض وعندما يفشل في مبتغاه يقوم بتعيينهم جباة للضرائب في مناطق خصبة زراعياً لإستغلال القرويين. النظام الجمهوري الذي قام في شمال اليمن، لم يتخلى عن هذه السياسة.
بنى عبد الله بن حسين الأحمر قصراً له في صنعاء مقابل قصر علي عبد الله صالح مباشرة ليضمن موطئ قدم له في الدولة وترأس مجلس النواب اليمني ذو السلطات الصورية وعمل على تسليح القبائل الحاشدية السبع التي يقودها بمدفعية كاملة ودبابات تعمل باستقلال تام عن الجيش اليمني. وأعاد وزارة شؤون القبائل للعمل من جديد بعد أن حلها إبراهيم الحمدي. اللجنة السعودية الخاصة التي أنشأت أساسا لمساعدة المملكة المتوكلية خلال ثورة 26 سبتمبر، استمرت بدعم القبائل ضد الحكومة المركزية لتتمكن القبائل من الحفاظ على إستقلاليتها. بدفع الأموال لمساعدة القبائل على ابقاء أكبر قدر ممكن من الإستقلالية، تستطيع السعودية أن تؤمن المصالح التي تريد في اليمن وتؤثر على القرار السياسي في الجمهورية الضعيفة ومساعدة المشايخ على إنشاء شبكات محسوبية واسعة خاصة بهم بعيدا عن تأثير الحكومة لعرقلة أي جهد منها لكسب ولاء قبائل أخرى.

### اليمن الجنوبي

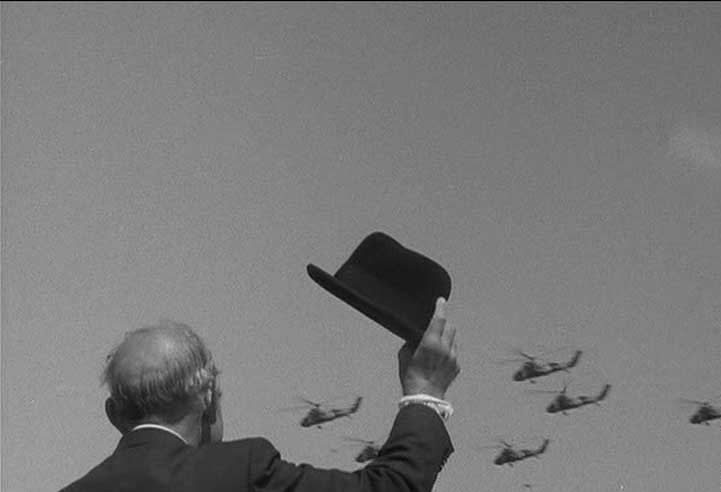
المندوب السامي همفري تريفليان يحيي طائرات بريطانية مغادرة عام 1967

ظهرت الجبهة القومية للتحرير وجبهة تحرير جنوب اليمن المحتل في ستينيات القرن العشرين. كان دعم الجبهة القومية للتحرير يأتي من الأرياف من ردفان ويافع والضالع بينما معظم أنصار جبهة تحرير جنوب اليمن المحتل كانوا من عدن. عمليات هذه الفصائل ضد الإنجليز عرفت بثورة 14 أكتوبر. حاول الإنجليز التوصل لحل وسط مع هذه الجماعات ووجدوا أنفسهم يخوضون حربا على جبهتين، محاولة افشال الجمهورية في الشمال والفصائل المعادية للإنجليز في الجنوب.

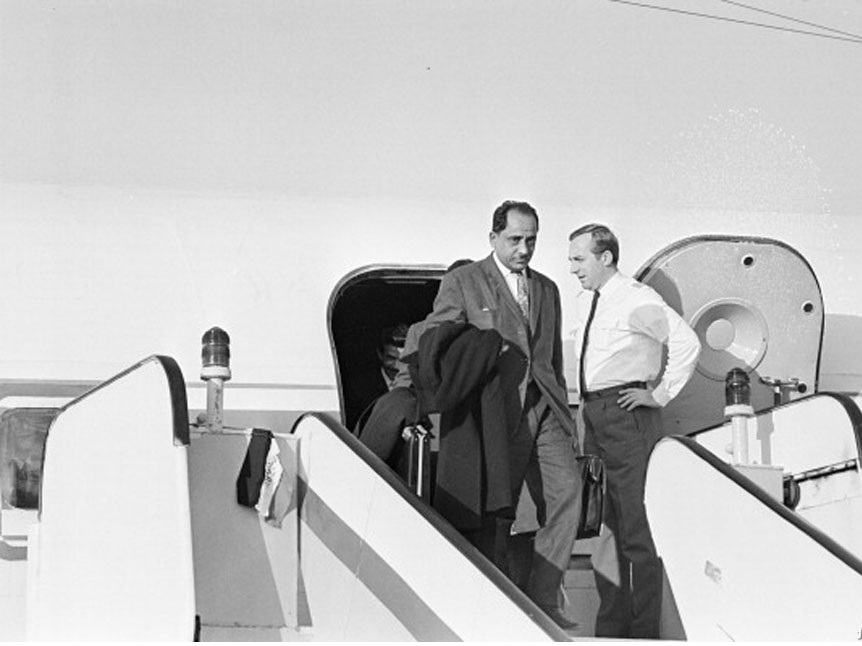
الرئيس الأول لليمن الجنوبي قحطان الشعبي عائداً من جنيف عام 1967

بحلول عام 1965 كانت معظم المحميات الغربية قد سقطت بيد الجبهة القومية للتحرير. أما حضرموت والمهرة، فقد بدت هادئة حتى العام 1966. انضم علي سالم البيض وحيدر أبو بكر العطاس للجبهة القومية للتحرير في حضرموت ومنعوا سلاطين السلطنة الكثيرية والسلطنة القعيطية من دخول البلاد. وقُتل قائد جيش البادية الحضرمي من قبل أحد رجالته نفس العام ولعب علي سالم البيض والمهري محمد سالم عكش دوراً كبيراً في جمع الأنصار لصالح الجبهة القومية للتحرير مستغلا شبه انعدام التواجد الإنجليزي في المهرة  كان قحطان الشعبي الوحيد الذي يعرفه الإنجليز لإنه كان مهندساً زراعياً في مدينته لحج، طالب قحطان بالانسحاب الفوري والاعتراف بشرعية حكومته وأن توفر الحكومة البريطانية مساعدات ضعف ماقترحته للإتحاد وأن تكون كل الجزر المرتبطة بمحمية عدن جزءاً من الدولة الجديدة. بينما مطالب البريطانيين كانت تسليم  منظم  للسلطات، ألا تتدخل الدولة الجديدة في شؤون أي دولة في شبه الجزيرة العربية، كان البريطانيون يشيرون لمحمياتهم على الخليج العربي أعلن الإنجليز أنهم سينسحبون من عام 1968 وهو مافجر المعارك بين الجبهة القومية للتحرير وجبهة تحرير جنوب اليمن المحتل لاحتكار حق تقرير المصير بعد خروج الإنجليز.
كان للجبهة القومية للتحرير اليد العليا على حساب جبهة تحرير جنوب اليمن المحتل التي انقسم اعضائها مابين منضم للجبهة القومية أو الرحيل لشمال اليمن، رحل عبد الله الأصنج ورئيس الوزراء الحالي محمد باسندوة لشمال اليمن. خرج آخر جندي بريطاني من عدن في 30 نوفمبر 1967. تولى قحطان الشعبي رئاسة دولة باقتصاد منهار، غادر العمال المدنيين ورجال الأعمال وتوقف الدعم الإنجليزي وإغلاق قناة السويس عام 1967 قلل عدد السفن العابرة لعدن بنسبة 75%. كانت الجبهة منقسمة لقسمين يميني ويساري، اليمينيون وقائدهم قحطان الشعبي لم يريدوا احداث تغييرات كبيرة في البنية الاجتماعية والاقتصادية السائدة. وعارضوا إنشاء قوات شعبية واقتراحات لتأميم الأراضي ولم يكونوا مشغولين بصراع الطبقات الاجتماعية. القسم اليساري «أراد تحولاَ اجتماعيا واقتصاديا يخدم الشريحة الواسعة من الكادحين عوضا عن الأقلية الثرية». كان القسم اليساري أكثر عددا من أنصار قحطان الشعبي وأراد هولاء نظاما يقود الجموع ويواجه التحديات الكبيرة التي تواجه الدولة الجديدة أهمها إفلاس الخزينة.
في 20 مارس 1968 عزل قحطان كل القيادات اليسارية من الحكومة وعضوية الحزب وتمكن من اخماد تمرد قادته فصائل يسارية في الجيش من شهر مايو نفس العام على صعيد آخر، في شهور يوليو، أغسطس وديسمبر من 1968 واجه قحطان الشعبي تمردات جديدة ولكنها لم تكن من أطراف يسارية بل مدعومة من السعودية. السعودية فلم تعترف بالنظام الجديد من الأساس ولم تكن الحدود مرسومة بينهما فخشي قحطان الشعبي أن تقوم السعودية بفصل حضرموت عن الدولة الجديدة. في 11 ديسمبر 1967، تمت مصادرة أراضي «الرموز الإقطاعية» و«عملاء الإنجليز» وتم تقسيم الدولة لست محافظات، كان هدف التحرك إنهاء المظاهر القبلية في الدولة وتجاهل الحدود القبلية بين المشيخات البائدة. تمكن محمد علي هيثم من التحالف مع محمد صالح العولقي وأعادوا تجميع القوى اليسارية التي فرقها الرئيس قحطان الشعبي وتمكنوا من اعتقاله ووضعه رهن الإقامة الجبرية في 22 يونيو من نفس العام. تم تشكيل لجنة رئاسية من خمسة أشخاص، سالم رُبيِّع علي الذي أصبح رئيسا ومحمد صالح العولقي وعلي عنتر وعبد الفتاح إسماعيل ومحمد علي هيثم الذي أصبح رئيسا للوزراء. اتخذت هذه المجموعة خطاً يساريا متطرفاً فأعلنت تأييدها للفلسطينيين ولثورة ظفار وقوت علاقتها مع الإتحاد السوفييتي، وقامت القوى الجديدة بإصدار دستور جديد، تأميم البنوك الأجنبية وشركات التأمين وغيروا اسم الدولة إلى جمهورية اليمن الديمقراطية الشعبية تماشيا مع منهج الماركسية اللينينية الذي انتهجوه. وتم تأسيس اقتصاد مخطط مركزيا.
ولكن كان لجنوب اليمن نظامه الخاص من الماركسية  والذي خضع لعدد من الظروف والعوامل المحلية، فكانت الدولة الماركسية الوحيدة في العالم بدين رسمي وهو الإسلام. كان سالم ربيع علي يريد تبني منهجا عملياً أكثر، فتواصل مع رئيس اليمن الشمالي إبراهيم الحمدي وكان يريد علاقات طبيعية مع الدول الغربية. كان الرئيس سالمين كما يُعرف، يطمع لمزيد من الدعم السوفييتي فعقد علاقات مع السعودية وهو ماأقلق السوفييت ودفعهم لزيادة المساعدات ولكن العلاقات مع السعودية توترت من جديد عام 1977 عقب اغتيال رئيس اليمن الشمالي إبراهيم الحمدي. خضع سالم ربيع علي لمحاكمة سريعة انتهت باعدامه وتولي عبد الفتاح إسماعيل رئاسة اليمن الجنوبي. العلاقات مع شمال اليمن توترت كثيراً أيام فتاح لدعمه المتواصل للفصائل المعارضة لعلي عبد الله صالح، فقامت حرب الجبهة عام 1978 تدخل فيها الإتحاد السوفييتي والولايات المتحدة والسعودية وكل لديه أسبابه، السعودية أرادت تخليص حسابات قديمة مع اليمن الجنوبي لإثارته التمردات ضد المصالح السعودية في شمال اليمن ولضمان استمرارية تبعية واعتماد شمال اليمن عليها عوضا أن يحاول التعاون منفرداً وباستقلالية مع اليمن الجنوبي.
تمكن علي ناصر محمد من إجبار عبد الفتاح إسماعيل على الاستقالة لـ«أسباب صحية» ونفي إسماعيل إلى موسكو بعد أقل من سنتين على توليه الرئاسة  اتخذ علي ناصر محمد موقفا ايجابيا اتجاه شمال اليمن ومجلس التعاون الخليجي واغلق معسكرات تدريب منظمة التحرير الفلسطينية  في 13 يناير 1986 أقدم حراس علي ناصر محمد على مهاجمة المكتب السياسي للحزب الاشتراكي في عدن وهو مافجر حرب 1986 الأهلية في جنوب اليمن، كان ضحايا الهجوم من محافظتي لحج والضالع فأقدم عسكريون من هذه المحافظات على إستهداف أبناء محافظتي أبين وشبوة على أساس أنهم متعاونين مع علي ناصر محمد الذي هرب ونزح مئات الآلاف من المدنيين والعسكريين لشمال اليمن منهم عبد ربه منصور هادي. شكلت تلك الحرب نهاية دولة جمهورية اليمن الديمقراطية الشعبية.

### الطريق إلى الوحدة

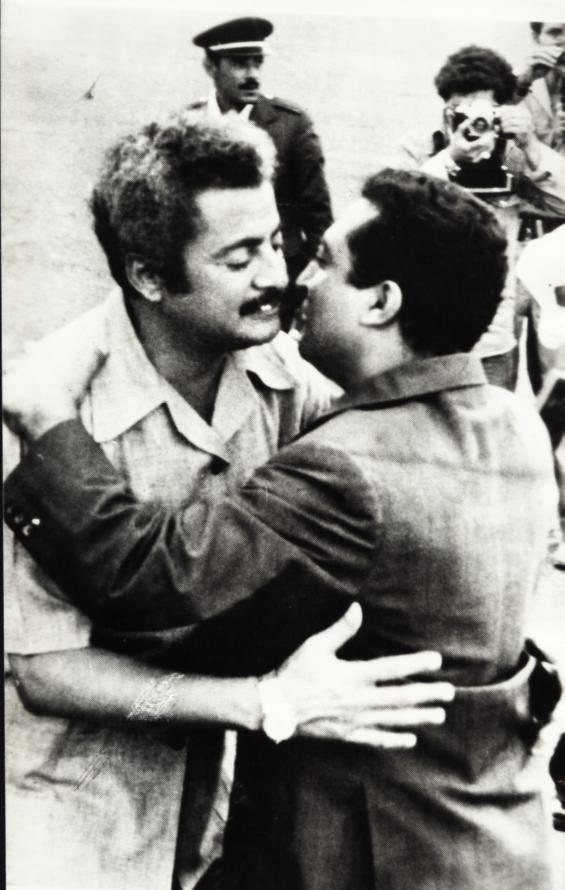
الرئيسين إبراهيم الحمدي وسالم ربيَّع علي (سالمين)

خلافا لألمانيا الشرقية والغربية أو كوريا الشمالية والجنوبية، كانت العلاقة بين شطري اليمن ودية نسبيا. كانت هناك مناوشات قصيرة بين الدولتين في 1972 و1979. تم توقيع إتفاقية القاهرة بين البلدين في 28 أكتوبر 1972 وأتفقوا على عدة خطوات تأسيسية للوحدة تم إلغاء الإتفاقية من قبل شمال اليمن لمخاوف من نهج الاشتراكية المتبع في الجنوب  كانت هناك محاولات للوحدة أيام الرئيسين إبراهيم الحمدي وسالم ربيع علي بل إتفق الرئيسان على إعلان الوحدة عام 1977 إلا أن كلا الرئيسيين أغتيلا في ظروف غامضة لم يتم البت فيها حتى الآن
تم عقد إتفاق آخر في الكويت عام 1979 بين علي عبد الله صالح وعبد الفتاح إسماعيل نص على وحدة فيدرالية بين الشطرين. حكومة في صنعاء وأخرى في عدن في نوفمبر عام 1989 وقع علي عبد الله صالح وعلي سالم البيض إتفاقية تقضي بإقامة حدود منزوعة السلاح بين البلدين والسماح للمواطنين اليمنيين بالتنقل بين الدولتين باستعمال بطاقة الهوية وتم إعلان الوحدة رسميا في 22 مايو 1990 واعتبار علي عبد الله صالح رئيسا للبلاد وعلي سالم البيض نائب لرئيس الجمهورية.
قامت حرب أهلية بين شهري مايو ويوليو عام 1994 بين الحكومة اليمنية والحزب الاشتراكي اليمني خلفت مابين 7000 - 10.000 قتيل  شعر الحزب الاشتراكي أن البرلمان المنتخب ديمقراطياً لا يمثلهم كون الأغلبية من المحافظات الشمالية لليمن اشتبكت القوات وقدم أنصار علي ناصر محمد الجنوبيين الدعم للقوات الحكومية والقبائل واشترك في الحرب الأحزاب الإسلامية في الجنوب المعادية للحزب الاشتراكي. دعمت السعودية الحزب الاشتراكي خلال الحرب على الرغم من موقفها المعلن والمعروف من هذه التوجهات السياسية  انتصرت الحكومة اليمنية وهرب قادة الانفصال لخارج البلاد.

## المرحلة المعاصرة

### الجمهورية اليمنية

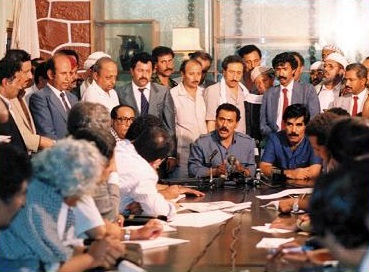
علي عبد الله صالح مع أمين الحزب الاشتراكي حينها علي سالم البيض في 30 نوفمبر 1989 خلال التوقيع على اتفاقية الوحدة

الوحدة اليمنية كانت هدفاً لكلا النظامين في الشمال والجنوب منذ ستينيات القرن العشرين وكلا الجمهوريتين أنشئتا مؤسسات خاصة لشؤون الوحدة ولكن اختلاف النظام السياسي والإقتصادي كان عاملا معرقلاً وهو العامل الرئيس. كانت هناك عوامل أخرى مثل رفض عملاء السعودية من مشايخ القبائل وحلفائهم من القوى المحافظة للوحدة مع اليمن الجنوبي. ولكن التغييرات الداخلية والخارجية الطارئة ساعدت على قيام الوحدة اليمنية. تم إعلان الوحدة رسميا في 22 مايو 1990 واعتبار علي عبد الله صالح رئيسا للبلاد وعلي سالم البيض نائب لرئيس الجمهورية اليمنية. قبل الوحدة في عام 1989 وقبله، كانت القوى القبلية والدينية التي شكلت حزب التجمع اليمني للإصلاح في شمال اليمن ترفض الوحدة بوضوح بحجة أن الجنوب اشتراكي وسيؤمم الشمال وكانت لهم تحفظات اجتماعية كذلك بالإضافة للضغوطات السعودية الممارسة عليهم، من عام 1972 والسعودية تستعمل نفوذها على القبائل للإطاحة بأي حكومة في شمال اليمن تحاول المضي نحو الوحدة  عكس الوحدة بين ألمانيا الشرقية وألمانيا الغربية حيت استطاعت ألمانيا الغربية فرض شروطها لتفوقها الإقتصادي، لم تستطع أي من الدولتان اليمنيتان فرض نظامها ورؤيتها على الآخر فقامت الوحدة السياسية قبل دمج المؤسسات العسكرية والاقتصادية. تمت مباركة الوحدة عربياً وبالذات من القوى القومية مثل ليبيا والعراق ومصر وأراد علي عبد الله صالح أن يلعب دور الوسيط بين المتنازعين من «الأشقاء العرب» وزار معمر القذافي ومحمد حسني مبارك وصدام حسين صنعاء وأعلن الأخير وقوفه مع اليمن ضد  أعداء الأمة العربية  وهو بالضبط ماأراده علي عبد الله صالح، فاتخذت الجمهورية الموحدة الجديدة خطا قومياً معاديا لأي تمركز لقوى غير عربية على البحر الأحمر وأعلن اليمن الموحد الجديد عن كشفه «لمؤامرة» إسرائيلية ـ إثيوبية للسيطرة على حوض البحر الأحمر، كانت العلاقات الإسرائيلية الإثيوبية قد عادت من جديد مطلع التسعينات وأرادت إسرائيل تأمين إمداداتها عبر المنطقة وهي «المؤامرة» التي تحدث عنها صالح.

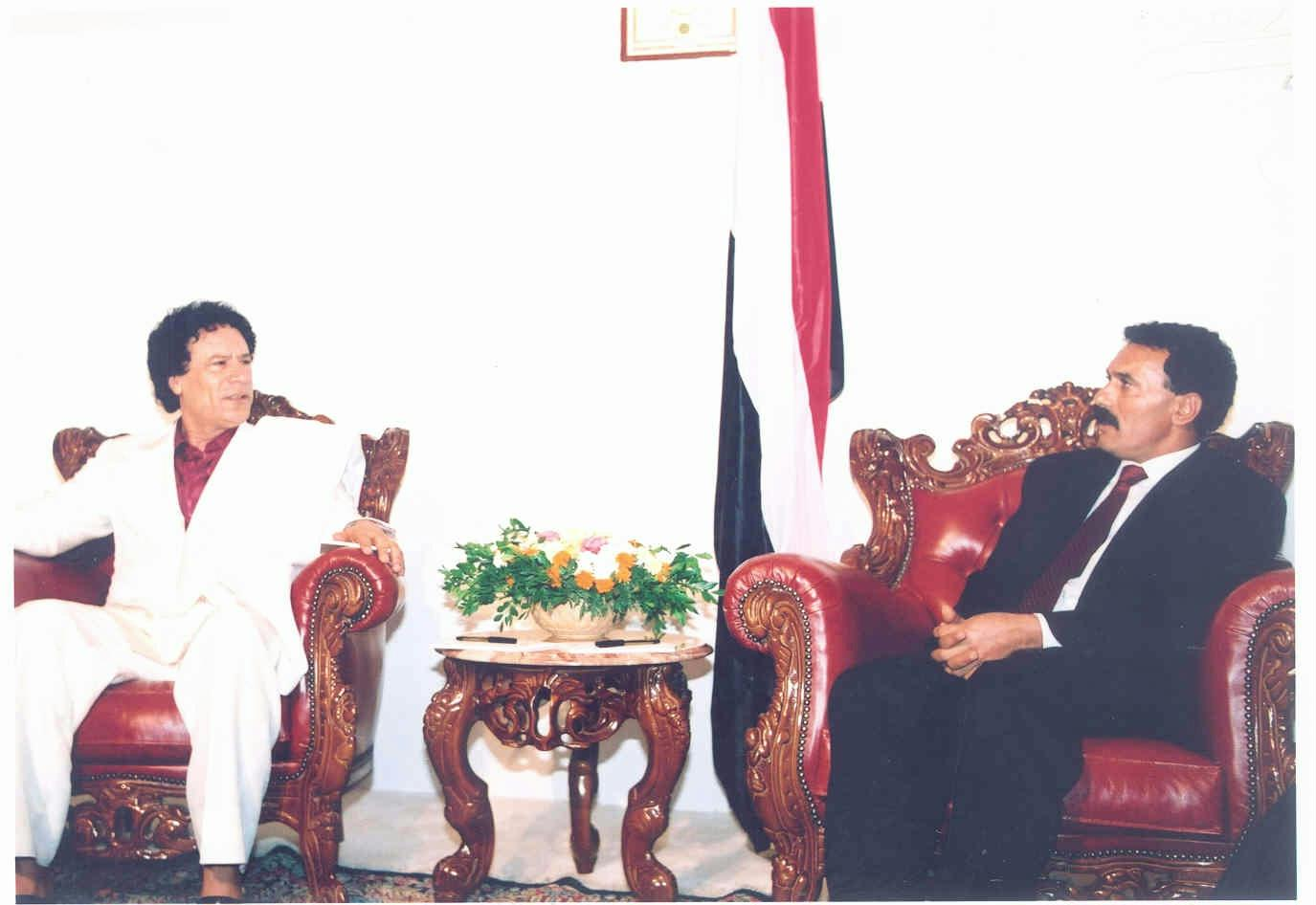
معمر القذافي في صنعاء في 30 مايو 1990

أعلنت الحكومة اليمنية أنها تؤيد قرارا عربياً لحل أزمة الغزو العراقي للكويت في أغسطس 1990 ورفضت اليمن التي كانت الدولة العربية الوحيدة بمقعد في مجلس الأمن تلك الفترة، التصويت لقرار أممي يقضي بانسحاب القوات العراقية من الكويت وتدخلت قوات التحالف بقيادة أميركية لتحرير دولة الكويت وتبددت كل آمال الجمهورية اليمنية بتقليص التواجد والنفوذ الغير عربي في المنطقة. الجمهورية الوليدة رأت في صدام حسين حليفاً موثوقاً لإعادة التوازن إلى العلاقات اليمنية السعودية، وكان علي عبد الله صالح ناقماً على موقف السعودية الرافض لانضمام اليمن لمجلس التعاون الخليجي من الثمانينات  من ناحية جيواستراتيجية، عراق ضعيف يعني هيمنة السعودية على شبه الجزيرة العربية ويسمح لها بمزيدا من التدخل في شؤون اليمن الداخلية والخارجية. ادعت السعودية ان اليمن تآمرت مع العراق والأردن ومنظمة التحرير الفلسطينية لتقسيم السعودية بينهم واعادة آل سعود إلى نجد، لم يتوفر دليل على المزاعم السعودية. ولكن معاهدة الطائف التي تمت عام 1934 بين البلدين كانت قد اوشكت على الانتهاء على أية حال. فنشرت قوات من المرتزقة الباكستانيين على الحدود - الغير المعرفة آنذاك - وشددت إجرائاتها على العمال اليمنيين وشنت حملات إعلامية على اليمن واليمنيين. إذ كانت السعودية تسمح لليمنيين بالعمل داخل أراضيها دون كفيل، تم ترحيل قرابة نصف مليون عامل، ستين ألف منهم اضطر للعيش في مخيمات للاجئين عند عودتهم لليمن وهو ماأضر بالاقتصاد اليمني الضعيف أصلاً إذ كان المغتربون يرسلون قرابة مليارَي دولار سنوياً إلى اليمن، أي 20% من الإيرادات الخارجية. وزادت السعودية من دعمها التقليدي للقبائل ضد الحكومة المركزية لإستخراج تصريحات مؤيدة لها من زعامات القبائل والقوى الدينية المعادية للوحدة أصلاً. كانت السعودية تعلم بشأن الآبار النفطية في مأرب وشبوة والجوف وهو مافاقم الأزمة الحدودية بين البلدين.

أعاد علي عبد الله صالح التحالف القديم بينه وبين القوى القبلية والدينية في حزب التجمع اليمني للإصلاح ليكونوا ثقلا موازناً للحزب الاشتراكي. القوى الدينية المحافظة كانت معادية للوحدة بحجة أن اليمن الجنوبي ماركسي وامتداد للإتحاد السوفييتي الذي كان قد انسحب للتو من أفغانستان، وكان عبد المجيد الزنداني أبرز مجندي الشباب اليمني للقتال في الحرب السوفيتية في أفغانستان. إذ كان ابن لادن يمول ثلاث طائرات من طراز بوينغ 707 لملئها بالشباب اليمني للقتال في أفغانستان يومياً تغاضى علي عبد الله صالح عن المجاهدين العائدين إلى اليمن وتم اغتيال 158 سياسي من جنوب اليمن في الفترة مابين 1991 و1993، اتهم علي عبد الله صالح السعودية بالوقوف وراء الاغتيالات. ولكنه رأى في هولاء الجهاديين حليفاً للتخلص من الحزب الاشتراكي. فلم يقدم أي من الجهاديين للمحاكمة ولم تبذل الأجهزة الأمنية جهداً يذكر لإيقاف مسلسل الاغتيالات. شارك حزب المؤتمر الشعبي العام والحزب الإشتراكي اليمني وحزب التجمع اليمني للإصلاح وثلاثة آلاف سياسي مستقل في الانتخابات البرلمانية اليمنية 1993. كانت الانتخابات ناجحة وشفافة إلى حد كبير وتوجه ديفيد ماك إلى صنعاء وقال:

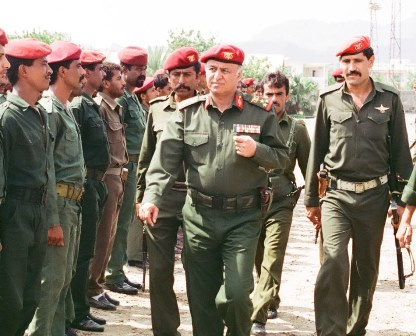
الرئيس الحالي للجمهورية عبد ربه منصور هادي عام 1994

كان الأميركيون يشيرون للسعودية التي لم يعجبها نجاح الانتخابات. في أبريل عام 1994 تم تبادل اطلاق النار في معسكر تابع لليمن الجنوبي قرب صنعاء سرعان ماتطورت لحرب كاملة في 20 مايو 1994 وقامت حرب 1994 الأهلية في اليمن بعد ثلاثة أسابيع من تساقط صواريخ سكود على صنعاء، وأعلن علي سالم البيض نفسه رئيساً على دولة جديدة سماها  جمهورية اليمن الديمقراطية  من عدن، لم يعترف أحد بالدولة الجديدة وعملت السعودية على إخراج اعتراف من مجلس التعاون الخليجي بالدولة الجديدة ووافقت البحرين والكويت والإمارات العربية المتحدة في حين رفضت قطر وسلطنة عمان. بعدها توجهت السعودية للأمم المتحدة للدفع بقرار أممي بوقف إطلاق النار، فشلت الجهود السعودية لعرقلة الوحدة اليمنية فتوجهت للولايات المتحدة مطالبة إياها الاعتراف بعلي سالم البيض فرفض الأميركيون. وحاولت السعودية استعمال عملائها ضد الوحدة ولكن عبد الله بن حسين الأحمر أبقى على تحالفه مع علي عبد الله صالح. دعمت السعودية علي سالم البيض بالأموال والأسلحة لتراه يهرب من البلاد وانتصرت الحكومة اليمنية واعادت السيطرة على عدن في يوليو 1994.
سمح علي عبد الله صالح بانتخابات الحكومة المحلية عام 2001، ولكنها كانت بصلاحيات صورية فلم تتجاوز صلاحيات الفائزين في الانتخابات سوى مشورة المحافظ المعين من صنعاء تم اغتيال السياسي والناشط الاشتراكي جار الله عمر في ديسمبر 2002 من قبل مسلح ينتمي لحزب التجمع اليمني للإصلاح، رغم أن جار الله عمر كان يحاول تقريب وجهات نظر بين أحزاب المعارضة وبالذات بين حزب التجمع اليمني للإصلاح والحزب الإشتراكي اليمني. تأسس تكتل أحزاب اللقاء المشترك عام 2003 وضم حزب التجمع اليمني للإصلاح والحزب الإشتراكي اليمني وحزب الحق والتنظيم الوحدوي الشعبي الناصري. توظيف الوهابية لمصلحة الرئيس صالح نجح في جنوب اليمن للتخلص من الاشتراكيين ولكنه استفز نخب الزيدية في صعدة، فظهرت حركة الشباب المؤمن بقيادة حسين بدر الدين الحوثي مطلع التسعينات والتي أصبحت تعرف باسم الحوثيين وأول اشتباك مسلح مع الحكومة اليمنية وقع عام 2004. دوافع حسين بدر الدين الحوثي وأخوه عبد الملك تبدو دينية في ظاهرها ولكن الوصف لا ينطبق على أنصاره القبليين، فصائل قبلية قوية قاتلت إلى جانب الحوثيين نقماً على الحكومة اليمنية لأسباب اقتصادية. استمرت المعارك المتقطعة بين الحكومة اليمنية وحلفائها في حزب التجمع اليمني للإصلاح بقيادة الجنرال علي محسن الأحمر وتدخلت السعودية مباشرة ضد الحوثيين عام 2009. بحلول عام 2007، أصبح واضحا أن اليمن كليبتوقراطية، دولة قائمة لإثراء طبقة أوليغاركية على حساب الجمهور الأوسع وارتفعت اصوات التذمر في الجنوب ليظهر الحراك الجنوبي عام 2008. أوضاع البلاد في المجمل اخذت بالاتجاه نحو الأسوأ.

### الاحتجاجات الشعبية

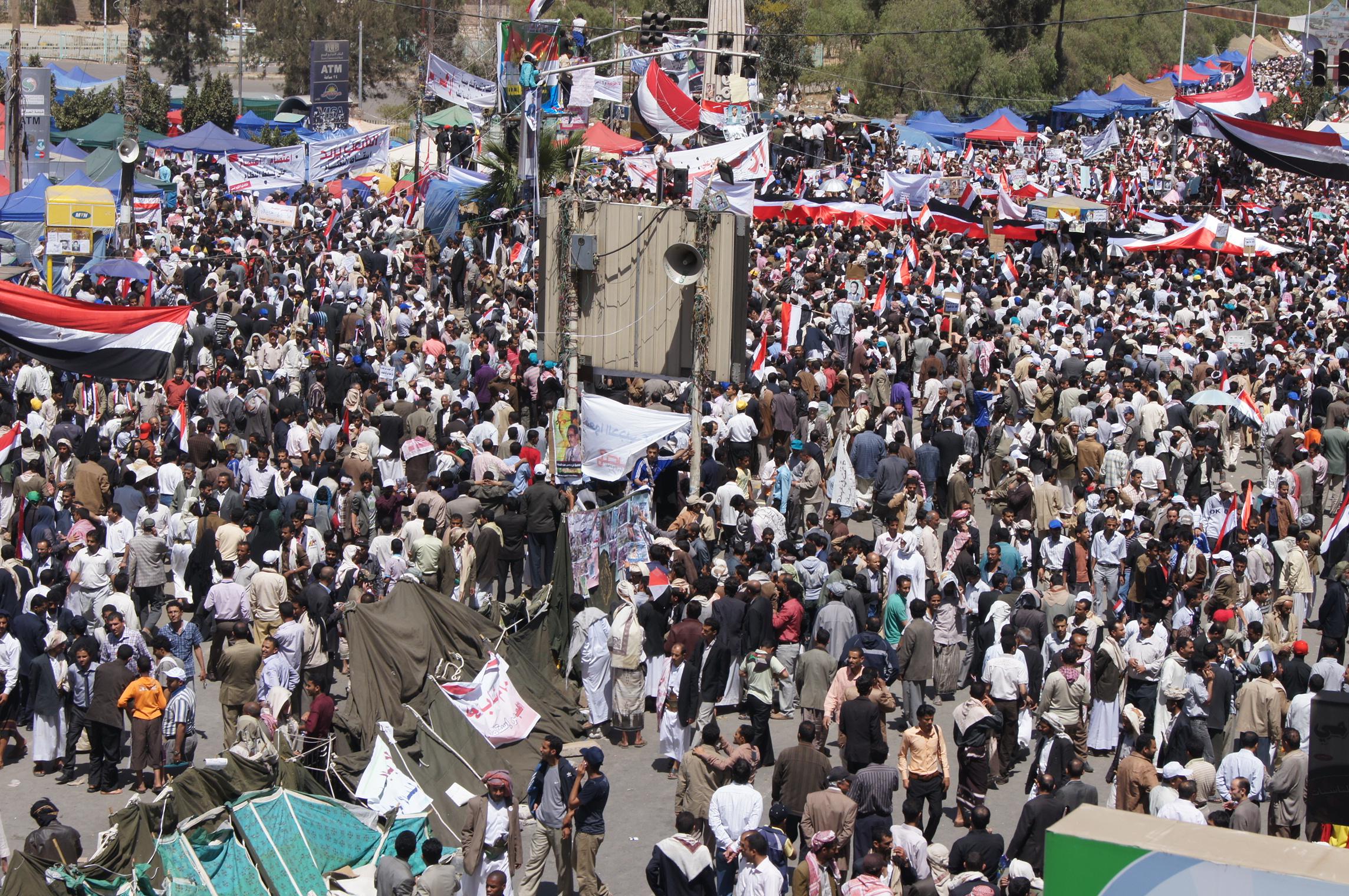
مظاهرة في صنعاء

خرج طلاب الجامعات ومجاميع شبابية للاحتجاج ضد علي عبد الله صالح في 15 يناير 2011، بعد ثلاث وثلاثين عاما من السلطة، فقد صالح محافظتين من محافظات اليمن لصالح الحوثيين بعد ستة حروب تدخلت السعودية في إحداها وتنامي حركة انفصالية في الجنوب نتيجة اتحاد وطني متعثر، وبلغت نسبة المواطنين الذين يعيشون على دولارين يومياً قرابة نصف السكان، نسبة الأمية القرائية تتجاوز 50% و5% من خريجي الجامعات يستطيعون الحصول على وظائف ومؤشر التنمية البشرية منخفض جدا في اليمن، إذ احتلت البلاد المرتبة 133 من 169 دولة يشملها التقرير لعام 2010. جاء ترتيب اليمن في المرتبة 164 من 182 دولة شملها تقرير منظمة الشفافية الدولية لعام 2009 المعني بالفساد  يشكل الشباب الذين ولدوا بعد عام 1978 قرابة 75% من التعداد الكلي للسكان، أي أن معظم سكان اليمن لم يعش فترة الانقلابات العسكرية في الستينيات ونسبة كبيرة منهم لم يشهد فترة الشطرين أو كان صغيراً لتذكر أي شيء، لذلك عرفت الانتفاضة الشعبية عام 2011 بثورة الشباب اليمنية. اتهم علي عبد الله صالح تل أبيب بالوقوف خلف الاحتجاجات وبدأ بضخ الأموال لتسيير مظاهرات مؤيدة له، كان المتظاهرون المؤيدون لصالح يحصلون على 250 دولار أميركي يوميا داخل صنعاء و300$ للمؤيدين في مدن أخرى وفي بلد يعيش نصف سكانه على دولارين يومياً، 250$ يوميا تعتبر ثروة.
معظم دارسي وضع اليمن خلال فترة حكم صالح يشيرون إليها بأنها كليبتوقراطية، فالفساد هو ماحافظ على النظام في ظل ضعف الدولة، الرشوة والابتزاز المالي أصبحت  مرضا مزمنا  على حد تعبير جيمس غيلفن، عضو هيئة التدريس بقسم التاريخ بجامعة كاليفورنيا، لوس أنجلوس. وقام صالح بتعيين أقاربه في مناصب عسكرية متعددة لضمان ولاء المؤسسة، في المقابل يكافئهم علي عبد الله صالح بعمولات مثل السماح لهم بمد آياديهم إلى احتياطيات الحكومة من النقد الأجنبي وتهريب الممنوعات إلى السوق السوداء، أقارب آخرين تولوا مناصب وزارية متعلقة بالتخطيط والعقارات والتأمين وآخرون استولوا على مشاريع عامة مثل شركة النفط الوطنية وخطوط الطيران، وكافأ آخرين عن طريق منحهم احتكاراً لتجارة التبغ وبناء الفنادق. فابنه أحمد علي عبد الله صالح كان قائد الحرس الجمهوري اليمني، قرابة ثلاثين ألف مسلح يدينون له بالولاء المطلق  ووفقا لوثيقة ويكيليكس المعنونة (05SANAA1352_a)، فإن الجنرال علي محسن الأحمر ويحيى محمد عبد الله صالح متورطين باستخدام ناقلات عسكرية لتهريب الديزل إلى الاسواق اليمنية والسعودية. السفير الأميركي إلى اليمن توماس كراجيسكي وصف الجنرال علي محسن الأحمر عام 2005 بأنه «مهرب أسلحة شرير» حرفياً. رغم أن الأجهزة الأمنية تتبع اسميا وزاريتي الدفاع والداخلية، إلا أن القادة الكبار من سنحان مثل أحمد علي عبد الله صالح ويحيى محمد عبد الله صالح وعلي محسن الأحمر ـ مقرب من حزب التجمع اليمني للإصلاح ـ استقلوا بتصرفاتهم إلى حد كبير، ولم يكن هناك فعليا إشراف مدني على الجيش، فأصبح مرتعا مهما للمحسوبية وتوزيع المنافع، عن طريق الجنود الوهميين وتهريب السلاح والوقود والبشر  وهناك عائلة الأحمر التي تقود حزب التجمع اليمني للإصلاح وتتلقى عشرات الملايين من الدولارات سنويا من الحكومة السعودية واستفادوا كثيراً من نظام صالح، حزب التجمع اليمني للإصلاح بقيادة حميد الأحمر، يقدم نفسه بأنه حزب نظيف يروج لما يراه قيما إسلامية ولكنه أكثر الأحزاب السياسية «المعارضة» تضرراً من سقوط كامل ونهائي لبنية نظام علي عبد الله صالح فكان أبرز الأحزاب السياسية التي حولت الانتفاضة الشعبية إلى أزمة سياسية غايتها استبدال رأس النظام فحسب. ذلك لإن حزب التجمع اليمني للإصلاح وقياداته الكبيرة المرتبطة ارتباطا اقتصاديا وعائلياً كذلك مع النخب الحاكمة لم يكن معارضا لما وصف بأنه بأنه سلطوية النظام نفسه، بل أرادوا استبدال صالح بواحد منهم وإحراز نقاط ضده شخصياً.
الولايات المتحدة تنظر لليمن كملجأ أخير لتنظيم القاعدة بعد أن أقدم النيجيري عمر فاروق عبد المطلب الذي تتلمذ في جامعة الإيمان التي أسسها العضو السابق في الهيئة العليا لحزب التجمع اليمني للإصلاح عبد المجيد الزنداني، على محاولة تفجير طائرة مدنية متجهة إلى ديترويت، ميشيغان بواسطة قنبلة يُزعم أن المدعو إبراهيم حسن عسيري صنعها. وقام تنظيم القاعدة في جزيرة العرب باعلان مسؤوليته عن عدد من العمليات التي استهدفت الولايات المتحدة وتنامي نشاط اليمني ـ الأميركي أنور العولقي. رغم شكوك الولايات المتحدة بضلوع علي محسن الأحمر في تشكيل مايسمى بجيش عدن أبين ودعمه للسعودية لإنشاء مدارس وهابية بشمال البلاد،  وافق الأميركيون على المبادرة السعودية لضمان انتقال للسلطة يتيح استمرارية عمليات التعاون مع الحكومة اليمنية في الحرب على الإرهاب بالإضافة لقلق المجتمع الدولي من نشوب حرب أهلية بين  مراكز القوى  التي شكلت «نظام» علي عبد الله صالح. إذ سرعان ماتمت عسكرة الاحتجاجات بركوبها من الجنرال علي محسن الأحمر وإندلاع اشتباكات مسلحة بين الفرقة الأولى مدرع ومسلحي حزب التجمع اليمني للإصلاح ضد الحرس الجمهوري وقوات الأمن المركزي في صنعاء وتعز وأرحب. وقال جمال بنعمر أن المتظاهرين في تونس ومصر خرجوا لأجل الحرية والمديقراطية والكرامة والعدالة الاجتماعية بينما في اليمن:
دعت قطر علي عبد الله صالح إلى التنحي فوراً وانسحب القطريون من المفاوضات معلنين أن علي عبد الله صالح يماطل في توقيع المبادرة الخليجية ولكنهم رأوا أن السعودية ليست متحمسة بقدرها لرحيل علي عبد الله صالح فانسحبوا ليضغط الأميركيون على الرياض. تم تفجير مقر قيادة الرئيس صالح في 3 يونيو 2011 ولكنه نجا من الموت وتوجه إلى السعودية لتلقي العلاج. وقع علي عبد الله صالح على المبادرة الخليجية في بعد عام من الاحتجاجات خلفت أكثر من 2,000 قتيل و22,000 جريح. حزب التجمع اليمني للإصلاح يروج أن ماحدث عام 2011 كان ثورة، ولكن في المقابل هناك من يرى أن ماحدث هو أزمة سياسية بين مايعرف بـمراكز القوى  القبلية والعسكرية التي كونت نظام علي عبد الله صالح، وقامت السعودية بالتوسط بينهم لإن المتظاهرين الذين لم ينتموا لحزب التجمع اليمني للإصلاح ولا دائرة علي محسن الأحمر، كانوا يرددون أن «اليمن ليست البحرين» ولديهم إدراك لما يتصورونه أهدافا سعودية وراء التحكم بسير الاحتجاجات. كان للشباب -المستقلين - مخاوفهم وشكوكهم من أهداف المبادرة الخليجية ورأوا أن استبدال صالح بقيادات حزب التجمع اليمني للإصلاح كحميد الأحمر أو عبد المجيد الزنداني وصادق الأحمر وعلي محسن الأحمر ليس إلا تغييرا للأسوأ، كون هولاء ليسوا إلا زبائن للسعودية داخل اليمن ومنافسين لصالح لأسباب لا علاقة لها بمطالبهم. ولا يحملون نوايا أو مشاريع لتغيير حقيقي.

### الفترة الانتقالية

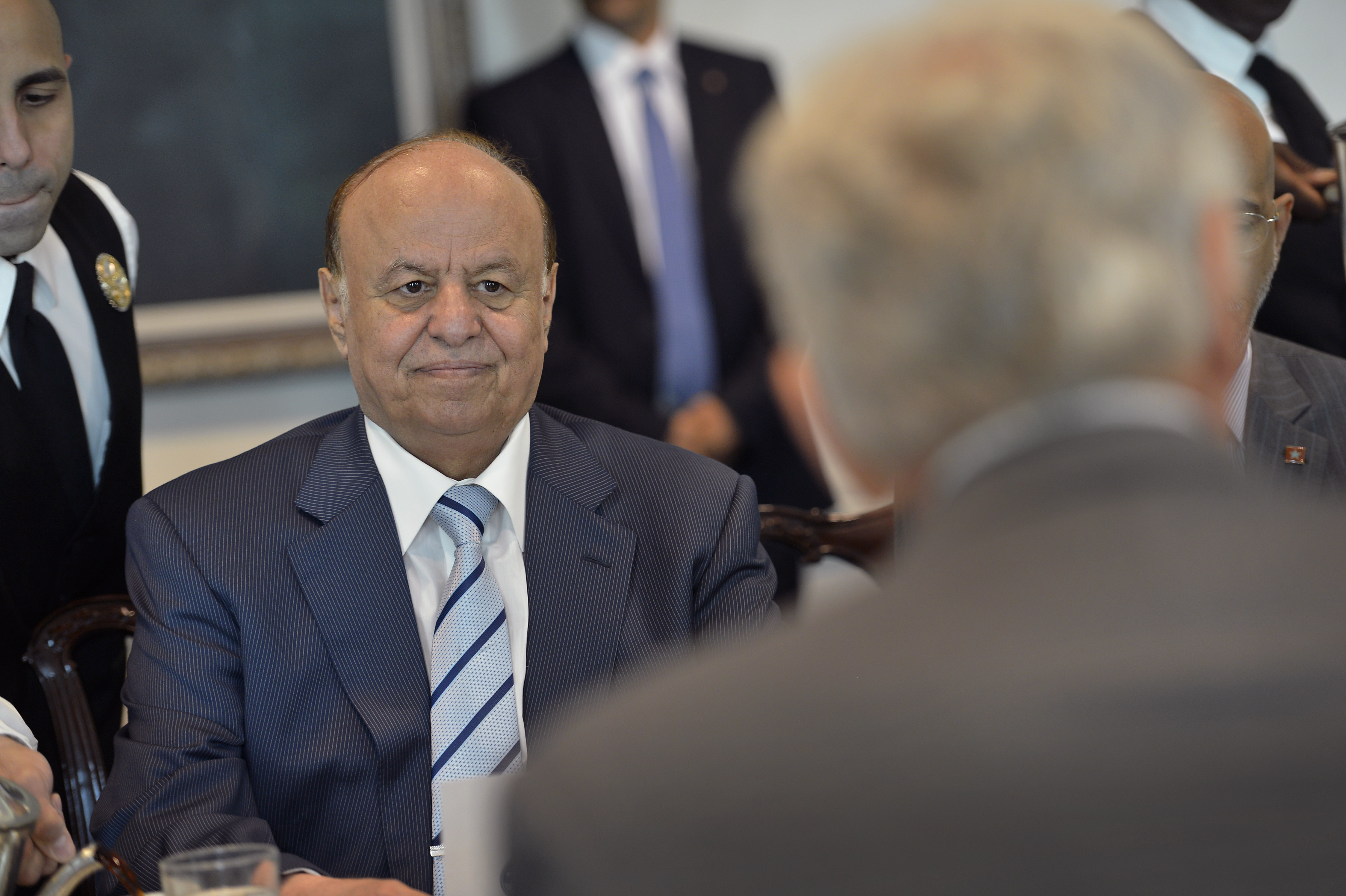
عبد ربه منصور هادي في زيارة للولايات المتحدة في 30 يوليو 2013.

وفرت المبادرة الخليجية حصانة لعلي عبد الله صالح وأسرته من الملاحقة القانونية. تولى المبعوث الأممي جمال بن عمر مهمة الإشراف على الفترة الانتقالية برئاسة عبد ربه منصور هادي وعلى سير أعمال مؤتمر الحوار الوطني اليمني. مع بدء جلسات مؤتمر الحوار الوطني اليمني، أخذت النخب السياسية من حزبي التجمع اليمني للإصلاح والمؤتمر الشعبي العام بزيادة سيطرتها على مؤسسات الدولة الرئيسية والوحدات العسكرية والمناصب السياسية، فاغتيالات الضباط والعسكريين واستهداف البنية التحتية مثل خطوط نقل الكهرباء في مأرب وأنابيب النفط مرتبطة بصراع النخب التي لم تغادر المشهد اليمني. لم يكمل مؤتمر الحوار الوطني أعماله في 18 سبتمبر 2013 كما كان مفترضاً، فأعلن جمال بنعمر أن عبد ربه منصور هادي سيبقى رئيساً للفترة الانتقالية حتى الانتهاء من كل القضايا واجراء انتخابات جديدة واعترف جمال بنعمر بوجود عرقلة ممنهجة وذلك خلال مؤتمر صحفي في 16 نوفمبر 2013
تم اختتام جلسات مؤتمر الحوار الوطني اليمني في 20 يناير 2014. دام مؤتمر الحوار الوطني اليمني عشرة أشهر شهد انشقاق وانسحاب مكونات عديدة واقيم حفل ختامي في 25 يناير 2014 بمناسبة انتهاء الحوار والإتفاق على دولة جديدة ستتخذ اسم «جمهورية اليمن الإتحادية» على أن يترأس عبد ربه منصور هادي لجنة تحدد عدد الأقاليم الفدرالية في الدولة وتصيغ الدستور الجديد. ومن المقرر ان تنهي اللجنة الرئاسية عملها خلال عام أو أي موعد قبل 25 يناير 2015. أصدر مجلس أمن الأمم المتحدة القرار رقم 2140 تحت الفصل السابع من ميثاق الأمم المتحدة في 26 فبراير 2014 بمعاقبة معرقلي التسوية السياسية اليمنية. وقال أمين عام مؤتمر الحوار الوطني اليمني أحمد عوض بن مبارك أن القرار يستهدف معرقلي المرحلة الانتقالية الذين يضربون ابراج الكهرباء وأنابيب النفط وغيرها من الممارسات الهادفة لعرقلة استكمال الانتقال السلمي للسلطة.
تم اغتيال أكثر من 100 ضابط خلال الفترة مابين 2011 و2013 من قبل مسلحين مجهولين على دراجات نارية. إضافة لعدد من السياسيين الذين شاركوا في مؤتمر الحوار الوطني اليمني مثل عبد الكريم جدبان وأحمد شرف الدين. كما تم تفجير ميدان السبعين في 21 مايو 2012 أثناء استعداد قوات من الجيش اليمني للاحتفال بعيد الوحدة اليمنية وتفجير كلية الشرطة بصنعاء في 11 يوليو 2012 واقتحام وزارة الدفاع اليمنية في 5 ديسمبر 2013 ادى لمقتل 58 شخص واصابة 215 من قبل مسلحين يحملون الجنسية السعودية وفقا لتقرير صادر عن وزارة الدفاع اليمنية. معظم القتلى كانوا من طاقم ومرضى مستشفى وزارة الدفاع، ونشرت الوزارة مقاطع سجلت عبر دائرة تلفزيونية مغقلة للمنفذين وهم يقتلون من بداخل المستشفى إما طلقا بالنار أو القاء القنابل اليدوية مباشرة. تنطلق طائرات أميركية من دون طيار من قاعدة جوية داخل السعودية. والتي تعد بدورها داعم لقوى قبلية ودينية داخل اليمن متعاطفة بشكل أو بآخر مع التنظيمات الجهادية في الوقت ذاته،  لإستهداف أهداف مفترضة لتنظيم القاعدة. لا يحظى هولاء المشتبه بانتمائهم للتنظيم بمحاكمة ولا تعلق الإدارة الأميركية ولا اليمنية على العمليات. معظم هذه الغارات أصابت أهدافا محتملة لأشخاص تعتبرهم الحكومة الأميركية إرهابيين ولكنها خلفت أعددا كبيرة من القتلى المدنيين كذلك. وأعلنت الحكومة عن حرب مفتوحة يخوضها الجيش اليمني مع عناصر تنظيم القاعدة في جزيرة العرب في محافظات أبين وشبوة والبيضاء وحضرموت، توقفت بسبب الاشتباكات بين مسلحي حزب التجمع اليمني للإصلاح والحوثيين.
اندلعت اشتباكات مسلحة بين الحوثيين وأطراف مرتبطة بحزب التجمع اليمني للإصلاح في دماج عام 2013 وأعلن تنظيم القاعدة في جزيرة العرب انضمامه للقتال ضد الجماعة الزيدية المسلحة. ولم تكن المرة الأولى. وقد جندهم علي محسن الأحمر سابقاً في حروبه ضد الحوثيين. وكانت تلك بداية اشتباكات طويلة من أكتوبر 2013 انتقلت إلى محافظة الجوف ومحافظة عمران ومحافظة صنعاء. انتصر الحوثيون على ميليشيات حسين الأحمر التي ضمت عناصر من تنظيم القاعدة في جزيرة العرب.
في صعدة ومحافظة عمران بحلول فبراير 2014، وتدخل بعدها اللواء 310 مدرع بقيادة حميد القشيبي الموالي لعلي محسن الأحمر ورفضت وزارة الدفاع إضفاء الرسمية على عمليات اللواء وقالت إن الجيش اليمني يقف على مسافة واحدة من الشعب ويجب إبعاده عن الصراعات والمناكفات السياسية والحزبية.

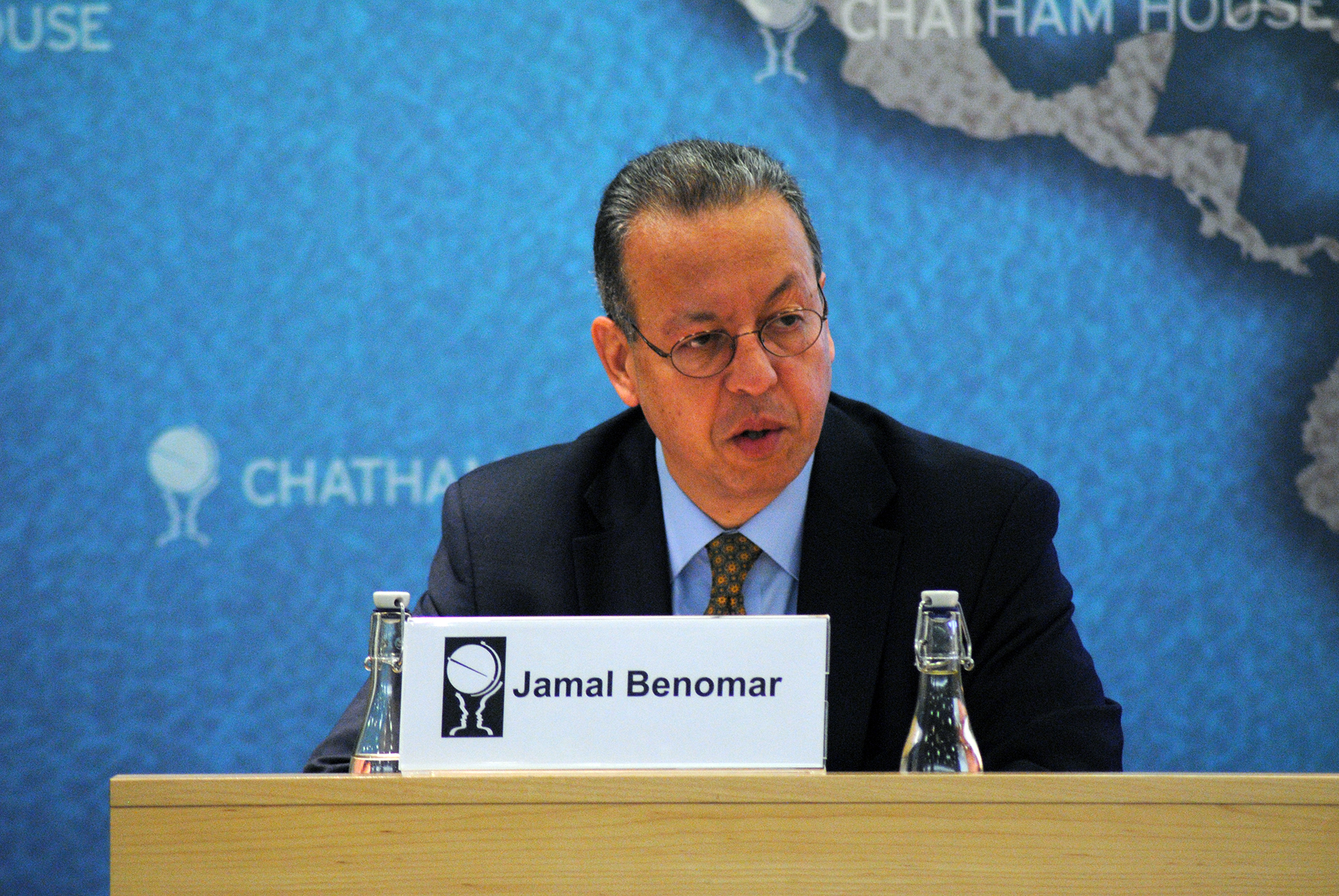
جمال بنعمر، دبلوماسي مغربي مبعوث من الأمم المتحدة إلى اليمن للإشراف على عملية انتقال السلطة.

جمال بنعمر تحدث في تقريره إلى مجلس أمن الأمم المتحدة في 20 يونيو 2014 عن ضرورة إنهاء القتال الدائر بين الحوثيين و«مجموعات مسلحة أخرى»، وأشار إلى أحد مخرجات مؤتمر الحوار الوطني الداعية إلى:«نزع واستعادة الأسلحة الثقيلة والمتوسطة من كافة الأطراف والجماعات والأحزاب والأفراد التي نهبت أو تم الاستيلاء عليها وهي ملك للدولة على المستوى الوطني وفي وقت زمني محدد وموحد». عُقد اتفاق جديد لإيقاف إطلاق النار بين الأطراف المتنازعة في محافظة عمران برعاية وزير الدفاع في 22 يونيو 2014، خرق إتفاق الهدنة سريعاً وتبادل الطرفان الإتهامات واستمرت الاشتباكات إلى 8 يوليو عندما تمكن الحوثيون من اقتحام مقر اللواء 310 وأُعلن عن مقتل حميد القشيبي بعدها.
في 12 يوليو 2014، أصدر مجلس أمن الأمم المتحدة بيانا بخصوص أحداث محافظة عمران طالب فيه بانسحاب الحوثيين وجميع «المجموعات المسلحة والأطراف المشاركة في العنف» من عمران والتخلي عن السيطرة عليها وتسليم الأسلحة والذخائر التي نهبت من عمران إلى «السلطات الوطنية الموالية للحكومة». كما طالب أعضاء مجلس الأمن نزع سلاح جميع المجموعات المسلحة والأطراف الأخرى المشاركة في العنف الحالي، وحثوا على تطبيق اتفاقات وقف إطلاق النار الموقعة سريعاً، وطلبوا من الوحدات العسكرية مواصلة التزامها الحياد خدمة لمصلحة الدولة. وحثوا لجنة الخبراء المسؤولة عن تسمية معرقلي عملية نقل السلطة على النظر سريعاً بشأن المعرقلين وتقديم توصيات عاجلة إلى لجنة العقوبات في المجلس. وصدرت بيانات مشابهة من الولايات المتحدة والاتحاد الأوروبي الذي أشار صراحة إلى حزب التجمع اليمني للإصلاح في بيانه. أعادت الولايات المتحدة تأكيداتها أن أشخاصاً داخل الحكومة اليمنية وآخرين يهددون السلم والأمن والإستقرار في اليمن عام 2014 دون الإشارة لأسمائهم. في 18 أغسطس 2014، دعا عبد الملك الحوثي للاحتشاد ضد قرار الحكومة برفع الدعم عن المشتقات النفطية.

### مابعد 21 سبتمبر 2014
في 21 سبتمبر 2014، سيطرت جماعة أنصار الله على صنعاء بعد قرابة شهر من الاحتجاجات وأربعة أيام من الاشتباكات مع قوات المنطقة العسكرية السادسة (الفرقة الأولى مدرع سابقاً) وميليشيات مرتبطة بحزب التجمع اليمني للإصلاح خلفت 274 قتيل و470 جريحا واتهمت هيومن رايتس ووتش كلا الطرفين بارتكاب انتهاكات. واقتحموا جامعة الإيمان ومقر الفرقة الأولى مدرع التي قال الحوثيون أنهم عثروا بداخلها على أنفاق وسجون سرية ومعامل لتصنيع المتفجرات،  بالإضافة لقصور علي محسن الأحمر وحميد الأحمر الذين تواروا عن الأنظار ويُعتقد أن علي محسن الأحمر هرب إلى رعاته في السعودية وهرب حميد الأحمر وعدد من معاونيه إلى تركيا. ونشر موقع صحيفة 26 سبتمبر التابعة لوزارة الدفاع بيانا مقتضبا تأييداً لـ«ثورة الشعب». أعلنت وسائل الإعلام الحكومية استقالة محمد باسندوة من رئاسة الوزراء والتوقيع على إتفاق جديد برعاية الأمم المتحدة سمي بـ«إتفاق السلم والشراكة والوطنية» في ذات الليلة. حُلت حكومة الوفاق وشُكلت حكومة جديدة بقيادة خالد بحاح. في 8 نوفمبر 2014، أعلن مجلس أمن الأمم المتحدة عن ترحيبه بتشكيل الحكومة الجديدة مجدداً دعوته بدعم الرئيس عبد ربه منصور هادي وحكومة خالد بحاح.
شهدت البلاد عدة عمليات إرهابية منسوبة لتنظيم القاعدة في جزيرة العرب، أقدم انتحاري على تفجير نفسه في ميدان التحرير بصنعاء في 9 أكتوبر 2014 مخلفاً 47 قتيلا وأكثر من مائة جريح. وأُستهدف منزل السفير الإيراني في صنعاء في 3 ديسمبر 2014 وخلف الهجوم قتيلا و17 جريح ونجا السفير من الهجوم. وشهدت مدينة رداع عملية إرهابية أستهدفت حافلة نقل للطالبات في 16 ديسمبر 2014. في 31 ديسمبر 2014، قُتل 26 شخصا وجرح 48 في تفجير انتحاري استهدف مركزاً ثقافياً في محافظة إب أثناء احتفال بمناسبة المولد النبوي. في 7 يناير 2015، تم استهداف طلاب كلية الشرطة وخلفت العملية الإرهابية 35 قتيلاً و68 جريحا. يتزامن ذلك مع إستمرار المعارك بين جماعة أنصار الله وميليشيات مرتبطة بحزب التجمع اليمني للإصلاح مع دعم لوجستي ودعائي سعودي لتلك الميليشيات تحت مسمى «القبائل». بالإضافة لدعم سعودي لفصائل انفصالية في الجنوب وذلك وفق اعتراف القيادات.
في 19 يناير 2015، تبادلت ميليشيات الحوثيين وقوات الحرس الرئاسي إطلاق النار واستخدموا الأسلحة المتوسطة والثقيلة حول دار الرئاسة بالعاصمة صنعاء. تم التوصل لاتفاق لايقاف اطلاق النار في 21 يناير 2015. بسبب اقتحام دار الرئاسة، قدم الرئيس هادي استقالته في 22 يناير 2015 إلى مجلس النواب، بعد استقاله الحكومة برئاسة خالد بحاح، ولم يعقد البرلمان جلسة لقبول الاستقالة أو رفضها، وأصدر الحوثيون إعلاناً "دستورياً" قضى بحل البرلمان وبتولي اللجنة الثورية برئاسة محمد علي الحوثي، رئاسة البلاد. وظل هادي قيد الإقامة الجبرية التي فرضها مسلحون حوثيون منذ استقالته إلى أن فر من صنعاء متجهاً إلى عدن في 21 فبراير 2015، وصاغت دول الخليج بياناً باسمه جاء "أن جميع القرارات التي أتخذت من 21 سبتمبر باطلة ولا شرعية لها" ويشمل ذلك تشكيل حكومة خالد بحاح. ودعوا لانعقاد اجتماع الهيئة الوطنية للحوار في عدن أو تعز حتى خروج المليشيات من صنعاء." وجاء في البيان أن عبد ربه منصور هادي ملتزم بالمبادرة الخليجية.

## ملاحظة
1. ↑  وفقا لهذا التأريخ، يكون انسحاب العثمانيين من المخا قد حدث وفق رواية أخرى عام 1626 وليس 1634.
2. ↑  لم تكن نجران خاضعة للأدارسة بل لعدد من المكارمة الإسماعيليين
3. ↑  المواطنين العدنيين هو تعريف إنجليزي لكل من ولد وتربى ويملك متجراً في عدن، معظمهم كانوا من غير العرب دفع بهم الإنجليز للتصويت في الإنتخابات ضد الإتحادات العمالية وهم الذين أنشأوا حركة "عدن للعدنيين" التي كانت ترفض الإتحاد مع المشيخات المحمية وتواجد العمال من خارج عدن رغم أن الفائز بانتخابات عام 1955 عن حركة "عدن للعدنيين" كان صوماليا وهو ماجعل محمد علي لقمان يعلق بالقول "أن العدنيين ليسوا عدنيين في الحقيقة"
4. ↑  الترجمة ليست دقيقة اسمه بالإنجليزية هو (إنجليزية:Federation of South Arabia) أي إتحاد جنوب الجزيرة العربية، أما الجنوب العربي فيجعل نظيره بالإنجليزية هو (إنجليزية:Arabian South)

## وصلات خارجية
- موجز التاريخ اليمني، المركز الوطني للمعلومات بالجمهورية اليمنية
- موقع مؤسسة حبان الثقافية
- Map of Arabia (1905-1923) including Yemen
- A Dam at Marib
- Queen Sheba
- Original text from U.S. State Dept. Country Study https://web.archive.org/web/20040913083237/http://www.state.gov/r/pa/ei/bgn/5302.htm
- History of Yemen
- Yemenite Virtual Museum - excellent site with many pictures.
- A Dam at Marib
- Das Fenster zum Jemen (German)
- Geschichte des Jemen (German)
- Encyclopedia of the Nations, Asia and Oceania, Yemen
- Alessandro de Maigret. Arabia Felix, translated Rebecca Thompson. London: Stacey International, 2002. ISBN 1-900988-07-0
- أندريه كاراطائف. Ancient Yemen. Oxford: Oxford University Press, 1995. ISBN 0-19-922237-1 .